# San Fermo Maggiore

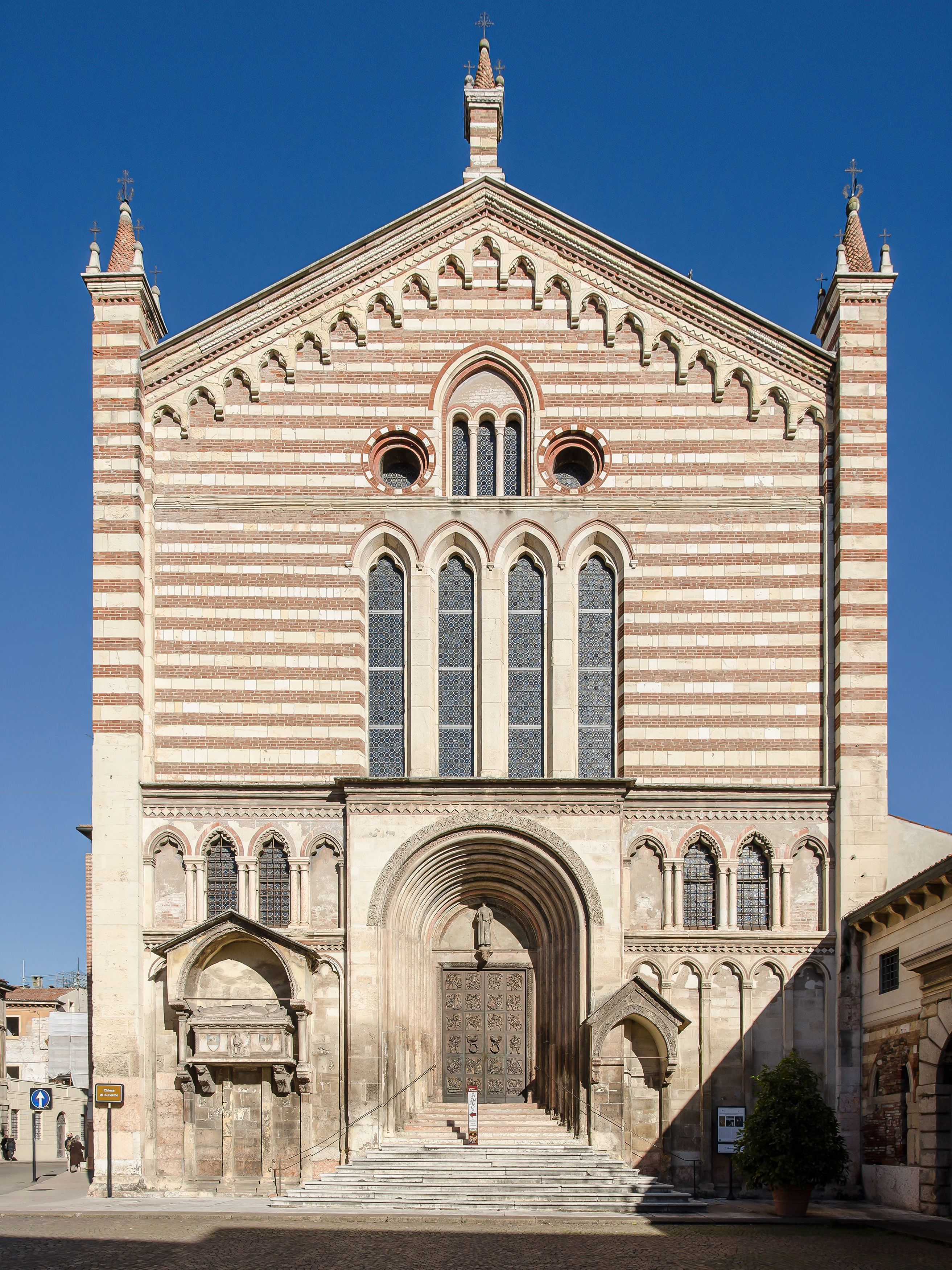
San Fermo Maggiore – Westfassade

Santi Fermo e Rustico, allgemein bekannt als San Fermo Maggiore, ist eine römisch-katholische Pfarrkirche in der oberitalienischen Stadt Verona in Venetien.

## Geschichte

### Frühchristliche Basilika
Das Areal, auf dem die Kirche steht, wurde seit dem Altertum als Grabstätte genutzt. Vor dem römischen Stadttor Porta Leoni gelegen stand hier eine viereckige Friedhofsbasilika, deren Spuren unter dem Fußboden der heutigen Krypta bei Restaurierungsarbeiten zu Beginn des 20. Jahrhunderts gefunden wurden und die auf das 5. bis 6. Jahrhundert zurückdatiert werden kann.
In diese frühchristliche Basilika ließ im 8. Jahrhundert der Veroneser Bischof Annone die sterblichen Überreste der zwei christlichen Märtyrer Firmus und Rusticus überführen. Die beiden heiliggesprochenen Märtyrer waren unter Kaiser Diokletian im Jahr 304 vermutlich am Ufer der Etsch geköpft worden.
An der Stelle des Martyriums entstand zunächst die Kirche San Fermo Minore, auch als San Fermo Piccolo bezeichnet, etwa 400 m flussabwärts von San Fermo Maggiore. Der Nachfolgebau von San Fermo Minore wurde Ende des 19. Jahrhunderts abgerissen, woran eine Gedenktafel erinnert.
Laut einer Inschrift auf dem Reliquienschrein, deren Deutung allerdings umstritten ist, sollen die Gebeine am 27. März 765 zu Füßen des Presbyteriums ihre vorläufige letzte Ruhestätte gefunden haben. Mit der Aufnahme der Reliquien und der Verwandlung in ein Heiligtum wurden auch bauliche Veränderungen an der frühchristlichen Basilika vorgenommen.

### Benediktinerkirche
In der Folge ging die Kirche und die angeschlossene Abtei mit einem Hospital in den Besitz der Benediktiner über, wobei der Zeitpunkt umstritten ist. Nach einigen Autoren soll San Fermo Maggiore bereits im 9. Jahrhundert an den Orden gefallen sein. Nachgewiesen ist er ab dem 11. Jahrhundert im Zusammenhang mit einer vom Bischof von Verona veranlassten Neuordnung des kirchlichen Lebens in der Stadt. Die wiederholten Überschwemmungen der Etsch, bei denen sich um die Kirche Sedimente angehäuft hatten, ließen bei den Mönchen den Entschluss zu einem Neubau reifen. An den Baubeginn erinnert eine Inschrift am rechten Hauptpfeiler im Presbyterium der Krypta, die das Jahr 1065 trägt, aber sonst keine Hinweise auf den Bauherrn und Baumeister gibt. Nach Trevisan entspricht das in der Inschrift genannte Jahr auch dem Jahr der Kirchenübernahme durch die Benediktiner.
Auf den Fundamenten des Vorgängerbaus wurde der Neubau in Form einer Doppelkirche mit einer Ober- und Unterkirche im Stil der cluniazensischen Baukunst errichtet. Mit Fortschreiten des Baus wurde der Vorgängerbau langsam abgetragen. Ein zweiter Gedenkstein, der beim späteren Umbau in der umgestalteten Hauptfassade wiederverwendet und dabei auf den Kopf gestellt verbaut wurde, ist mit 1143 datiert. Im Allgemeinen wird das Jahr mit dem Bauende der Benediktinerkirche gleichgesetzt.

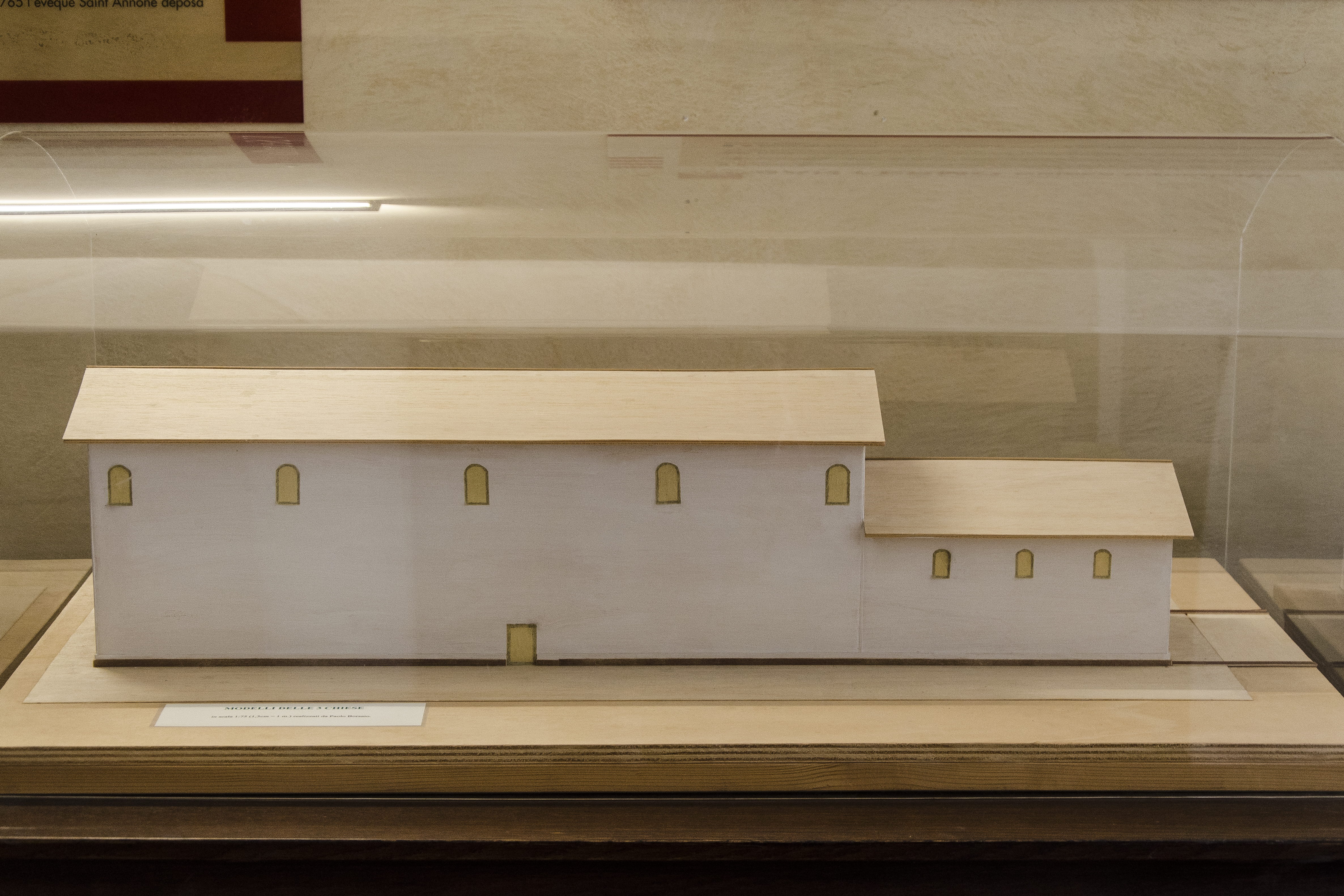
Modell der mutmaßlichen frühchristlichen Basilika
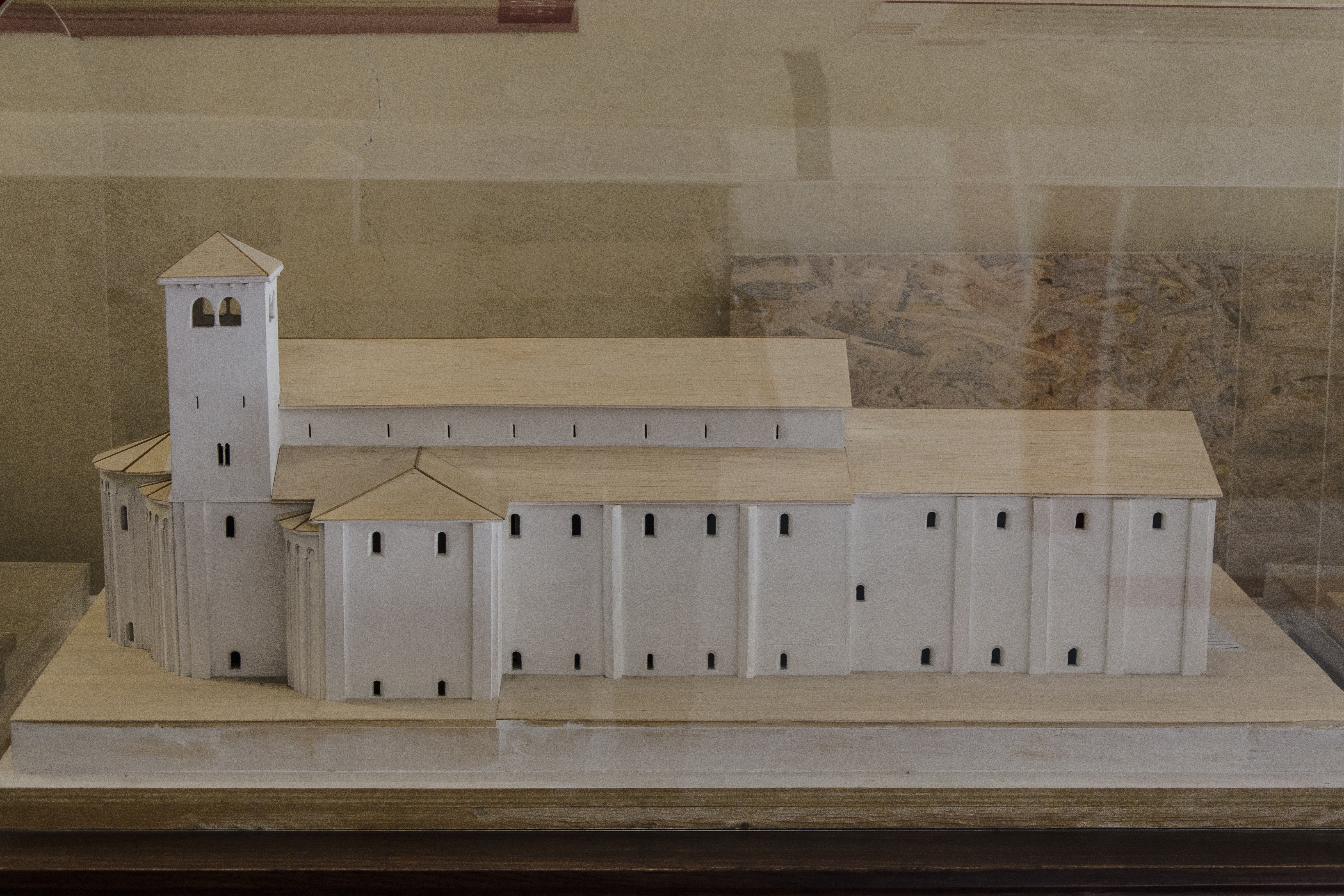
Modell der Benediktinerkirche
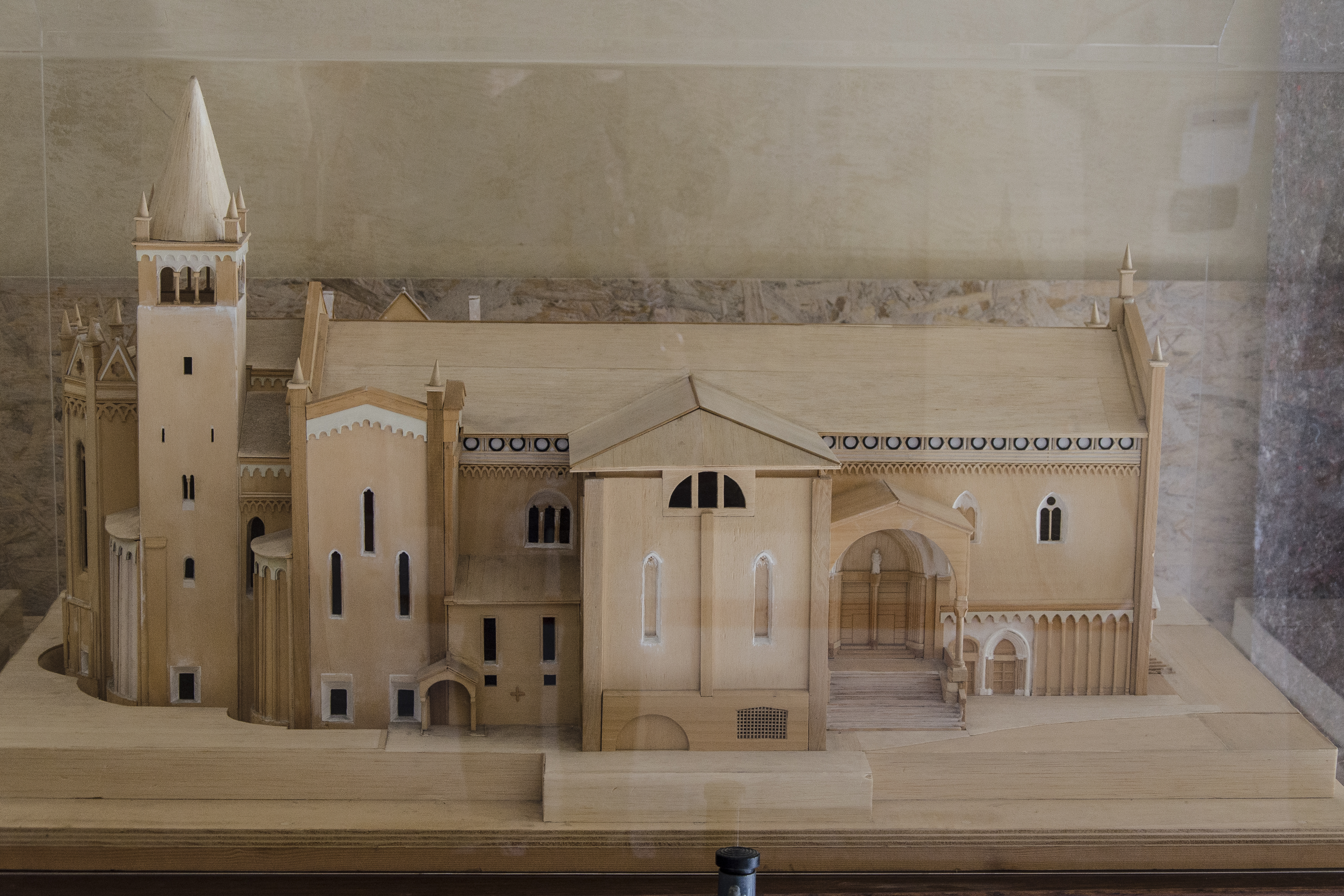
Modell der Franziskanerkirche

In der ersten Hälfte des 13. Jahrhunderts begannen die Franziskaner, Ansprüche auf die Kirche und die Abtei zu erheben. Sie unterlegten sie damit, dass die Abtei für die wenigen dort lebenden Benediktiner viel zu groß sei. Der Disput zwischen den beiden Ordensgemeinschaften zog sich über mehrere Jahrzehnte hin. Der Versuch Papst Innozenz IV. im Jahr 1249 San Fermo Maggiore den Franziskanern anzuvertrauen, scheiterte unter anderem an Ezzelino III. da Romano, der den Bischof von Verona als Stellvertreter des Papstes zeitweise eingesperrt hatte. Erst unter seinem Nachfolger Alexander IV. gingen Kirche und Kloster 1259 an die Franziskaner über.

### Franziskanerkirche
1260 zogen die Benediktiner schließlich aus und überließen San Fermo den Franziskanern, deren Rechtsanspruch ein Jahr später bestätigt wurde. Die Benediktiner gaben sich aber noch nicht geschlagen und stellten die Übernahme in Frage. Erst 1312 konnte der Besitzanspruch durch die Franziskaner endgültig geklärt werden, nachdem Papst Clemens V. und Kaiser Heinrich VII. die Franziskaner und ihren Besitz unter den Schutz des Herrn von Verona Cangrande I. della Scala stellten.
Unter den Franziskanern wurde die Oberkirche von San Fermo Maggiore umgebaut, während die romanische Unterkirche so gut wie unberührt blieb. Die Arbeiten begannen zu Beginn des 14. Jahrhunderts und dauerten bis Ende des 16. Jahrhunderts an. Dabei wurde nicht nur der Innenraum umgebaut, sondern auch das Kirchenschiff verlängert und die Fassade mit gotischen Bauelementen neu gestaltet. Bauherr des Umbaus war Abt Daniele Gusmeri, Prior des Franziskanerordens in Verona von 1319 bis zu seinem Tod 1334. Finanzielle Unterstützung fand er bei Guglielmo di Castelbarco, einflussreicher Berater und Condottiere unter Cangrande I. Nach Cozzi war Gusmeri zugleich auch der Architekt des gotischen Umbaus.
Zwischen dem 14. und 16. Jahrhundert wurde San Fermo Maggiore zur begehrten letzten Ruhestätte illustrer Personen der Stadt. Der Anbau von Grabmonumenten und Grabkapellen veränderte das Aussehen des gotischen Umbaus durch die Franziskaner.
Nach einem verheerenden Hochwasser im September 1757, bei dem die Unterkirche schwer in Mitleidenschaft gezogen wurde, wurden die Reliquien der beiden Heiligen Firmus und Rusticus in den Hauptaltar der Oberkirche verlegt. 1798 plünderten napoleonischen Truppen erstmals Kirche und Kloster. 1807 wurde das Kloster schließlich aufgelöst und am 2. August des gleichen Jahres San Fermo Maggiore zur Pfarrkirche ernannt.
Zwischen 1907 und 1912 wurden die Gebäude abgerissen, die im Laufe der Jahrhunderte rund um die Apsis errichtet worden waren. Bei einem alliierten Bombenangriff im Februar 1945 ging die Kirche in Teilen in Brand auf, größere Schäden konnten aber vermieden werden. Weitere Kriegsschäden erlitt sie bei Kriegsende bei der Sprengung der angrenzenden Brücke Ponte dei Navi durch zurückziehende deutsche Truppen.
Nach dem Krieg wurde nicht nur das angrenzende und aufgelassene Kloster umfassend restauriert und zum Teil rekonstruiert, sondern auch die Kirche selbst. 1965 wurden die Fresken in der Oberkirche restauriert. 1997 die Bronzereliefs des Künstlers Luciano Minguzzi am Eingangsportal angebracht. Zwischen 1998 und 2018 fanden weitere Restaurierungsarbeiten statt.

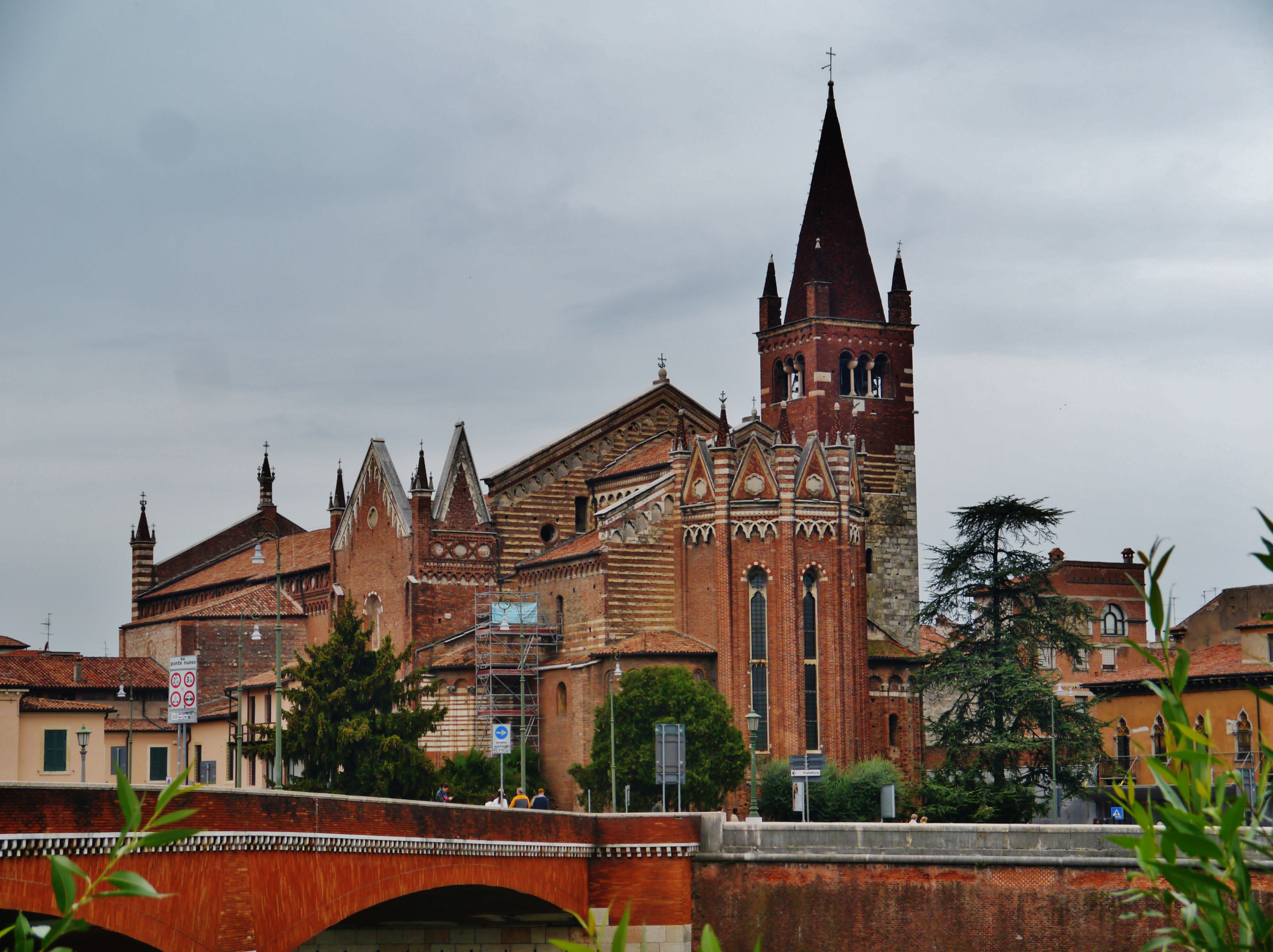
Ostseite
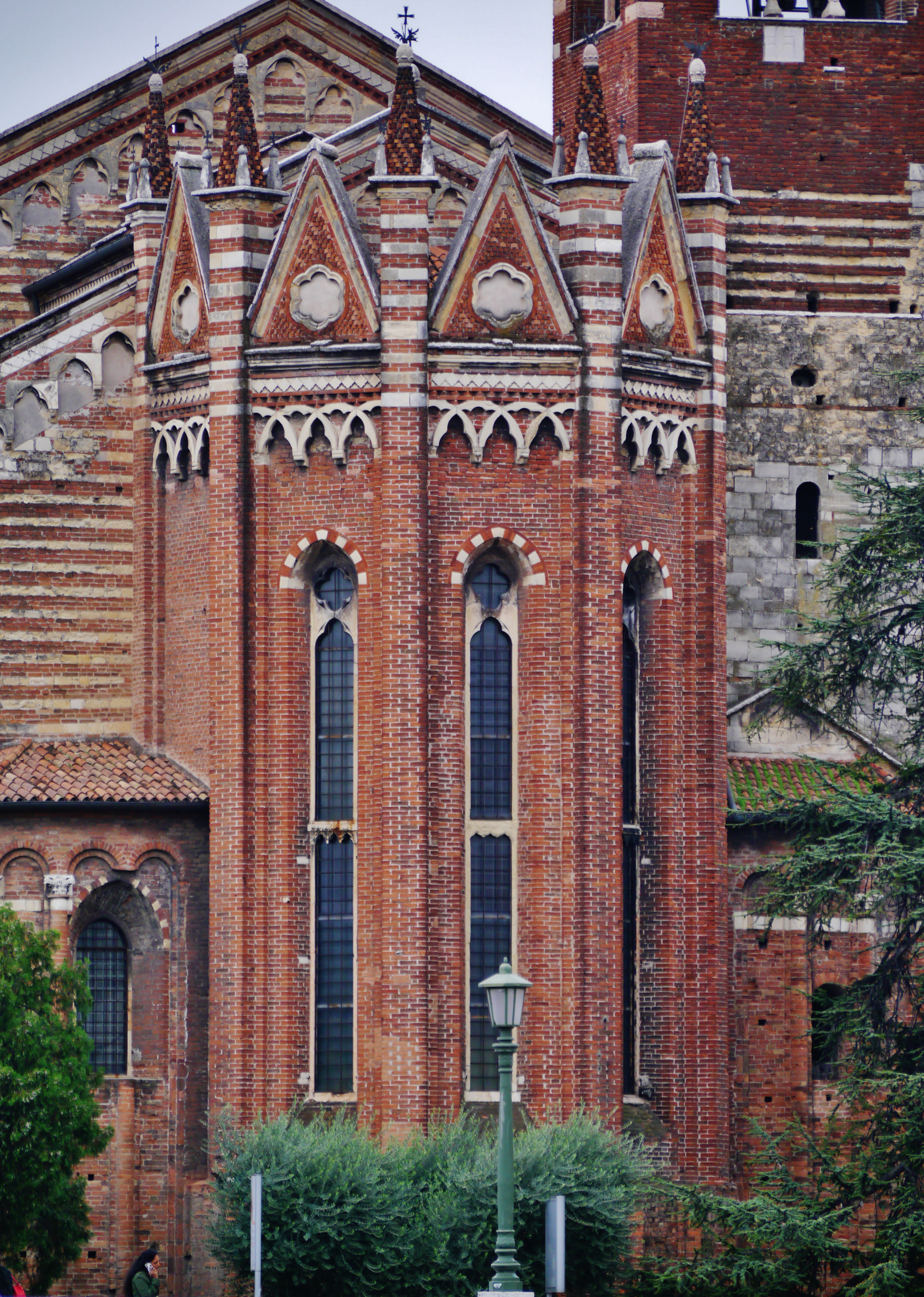
Gotische Apsis
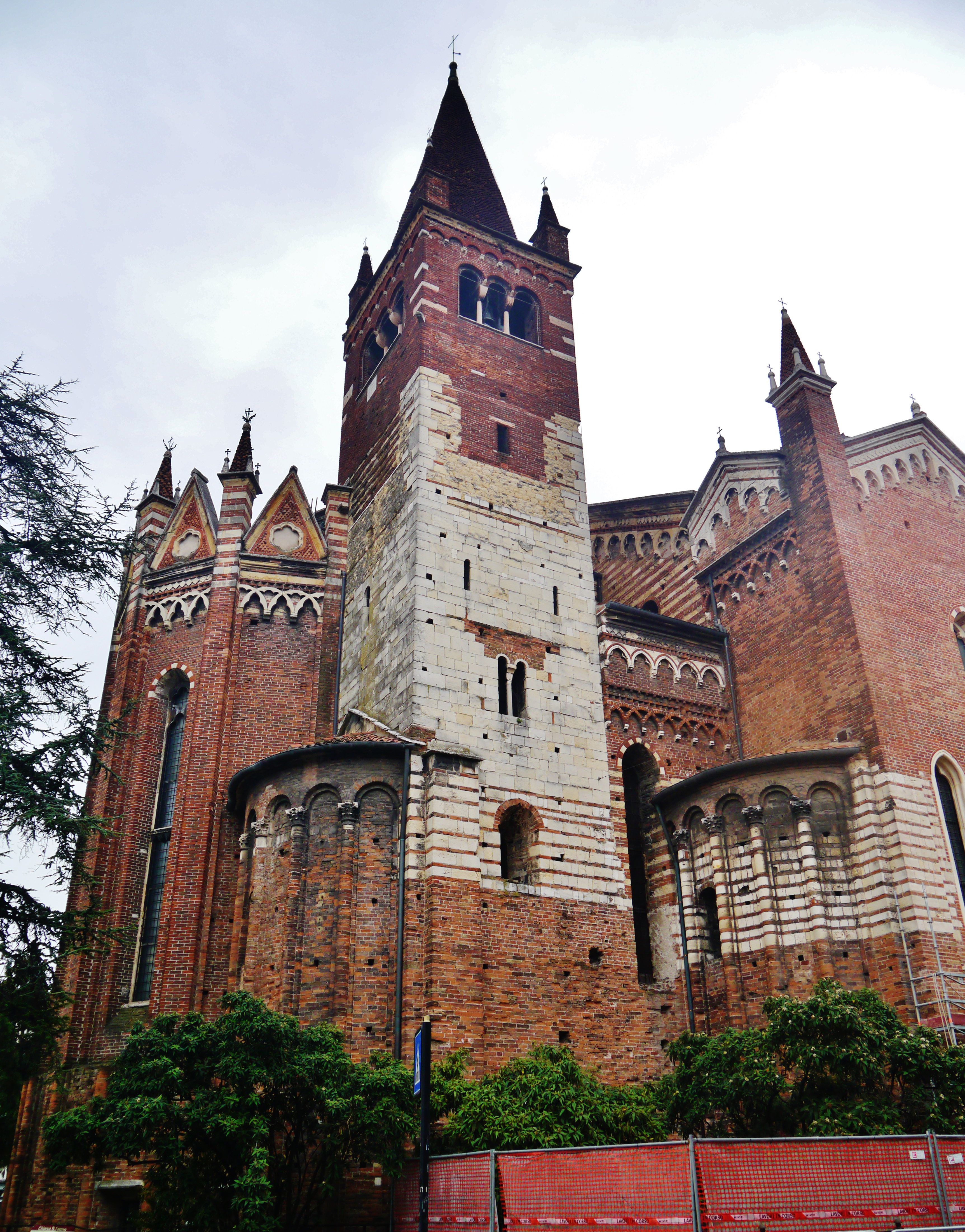
Romanischer Glockenturm und Seitenapsiden
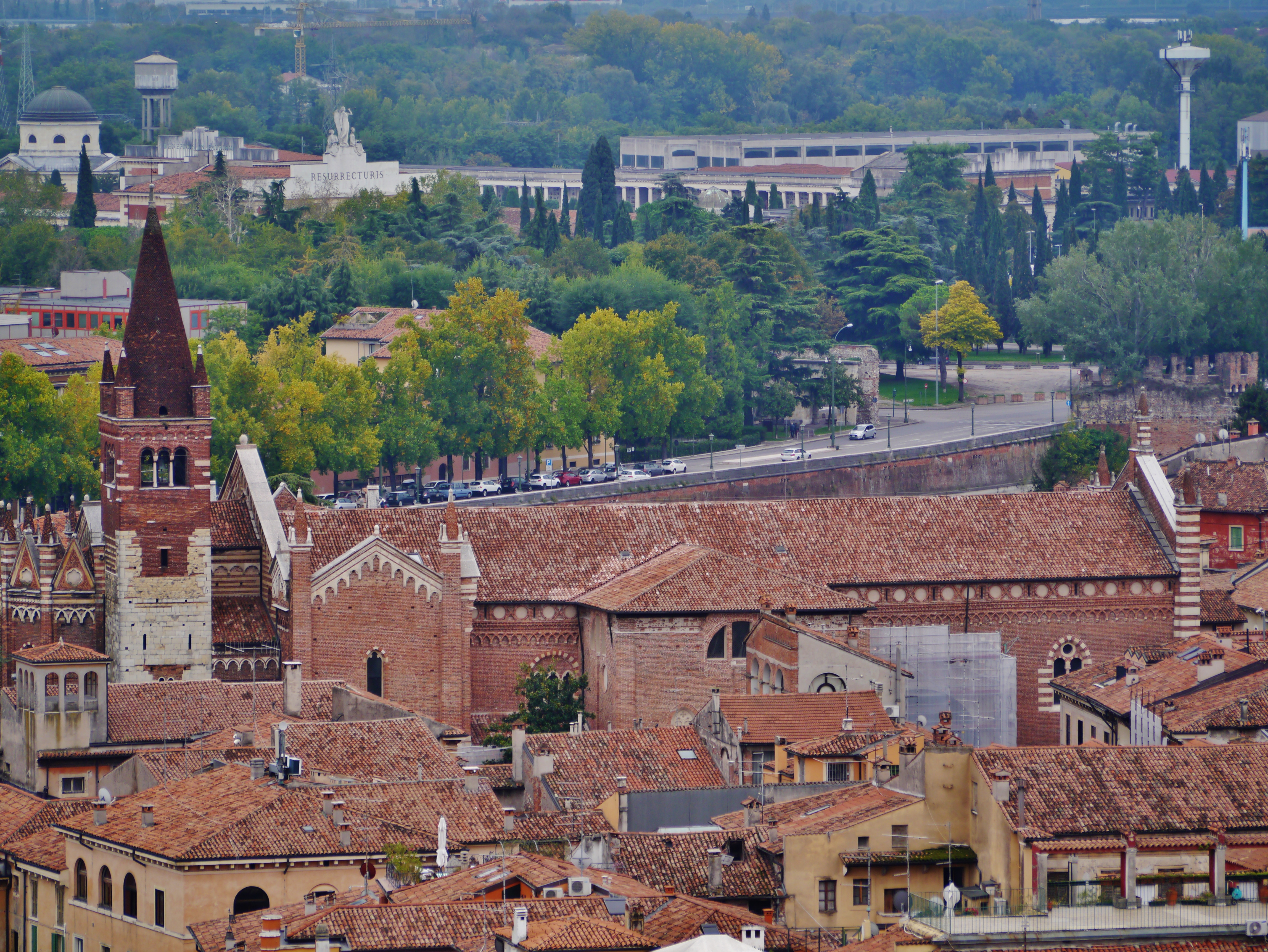
Nordseite vom Torre dei Lamberti

## Architektur
San Fermo Maggiore gehört aufgrund ihrer Baugeschichte und ihrer Innenausstattung zu den wichtigsten und eindrucksvollsten Kirchen Veronas. Sie ist das Resultat verschiedener Bauepochen und stellt eine Synthese der zwischen dem 11. und 15. Jahrhundert vorherrschenden Architekturstile dar. Sie liegt am östlichen Rand der Altstadt von Verona in unmittelbarer Nähe der Etschbrücke Ponte dei Navi.
Das Äußere der Kirche besticht durch das farbige Wechselspiel zwischen roten Mauerziegeln und weißem Tuff, wie es auch an vielen anderen Bauwerken in Verona anzutreffen ist. Es ist weitgehend durch die von den Franziskanern ab dem 14. Jahrhundert erfolgten Umbauarbeiten geprägt. Das Westportal ist eine Mixtur romanischer und gotischer Bauelemente. Eingerahmt von gotischen Spitzbogenfenstern liegt das Stufenportal. Darüber vier gotische Lanzettfenster über die der Innenraum zum Großteil ausgeleuchtet wird. An den beiden äußeren Seiten befinden sich zwei Pilaster, die mit Fialen abgeschlossen werden. Auf dem Giebel eine weitere zentrale Fiale. Der Giebel mit Spitzbogenfries wird aufgelockert durch ein Triforium, das von zwei Rundfenstern eingebettet ist, die allerdings erst später angebracht wurden.
Das Kirchenportal ist mit Bronzereliefs des Bildhauers Luciano Minguzzi geschmückt, die 1997 angebracht wurden und Szenen aus dem Leben der beiden Heiligen zeigen. Neben dem Portal zwei Grablegen, links das Grab des 1368 verstorbenen Arztes des Scaliger, Aventino Fracastori. Rechts der noch vorhandene Baldachin der leeren Grablege des im 15. Jahrhundert verstorbenen Arztes Giovanni da Tolentino.

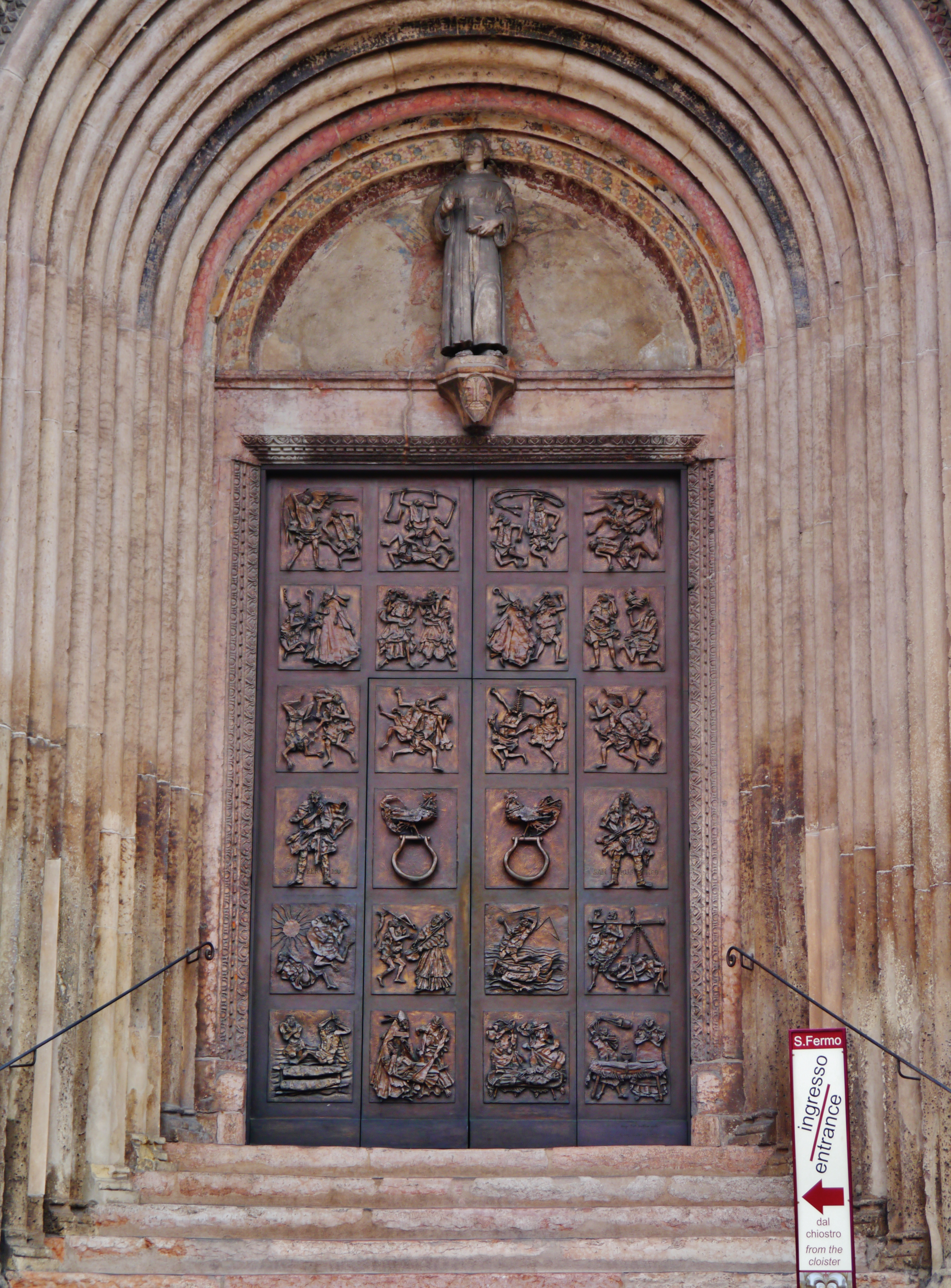
Portal mit Bronzereliefs
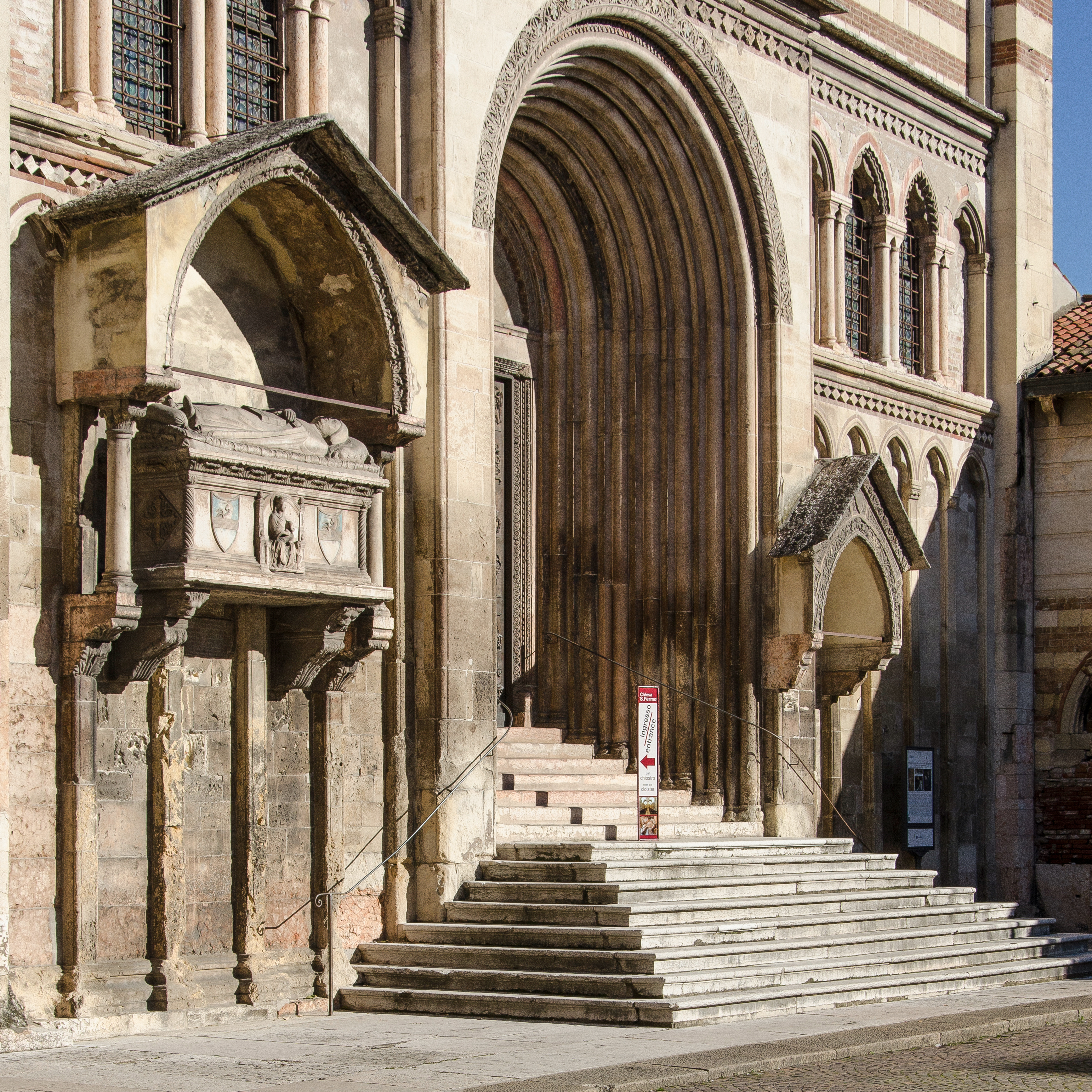
Portalgewände und Freitreppe
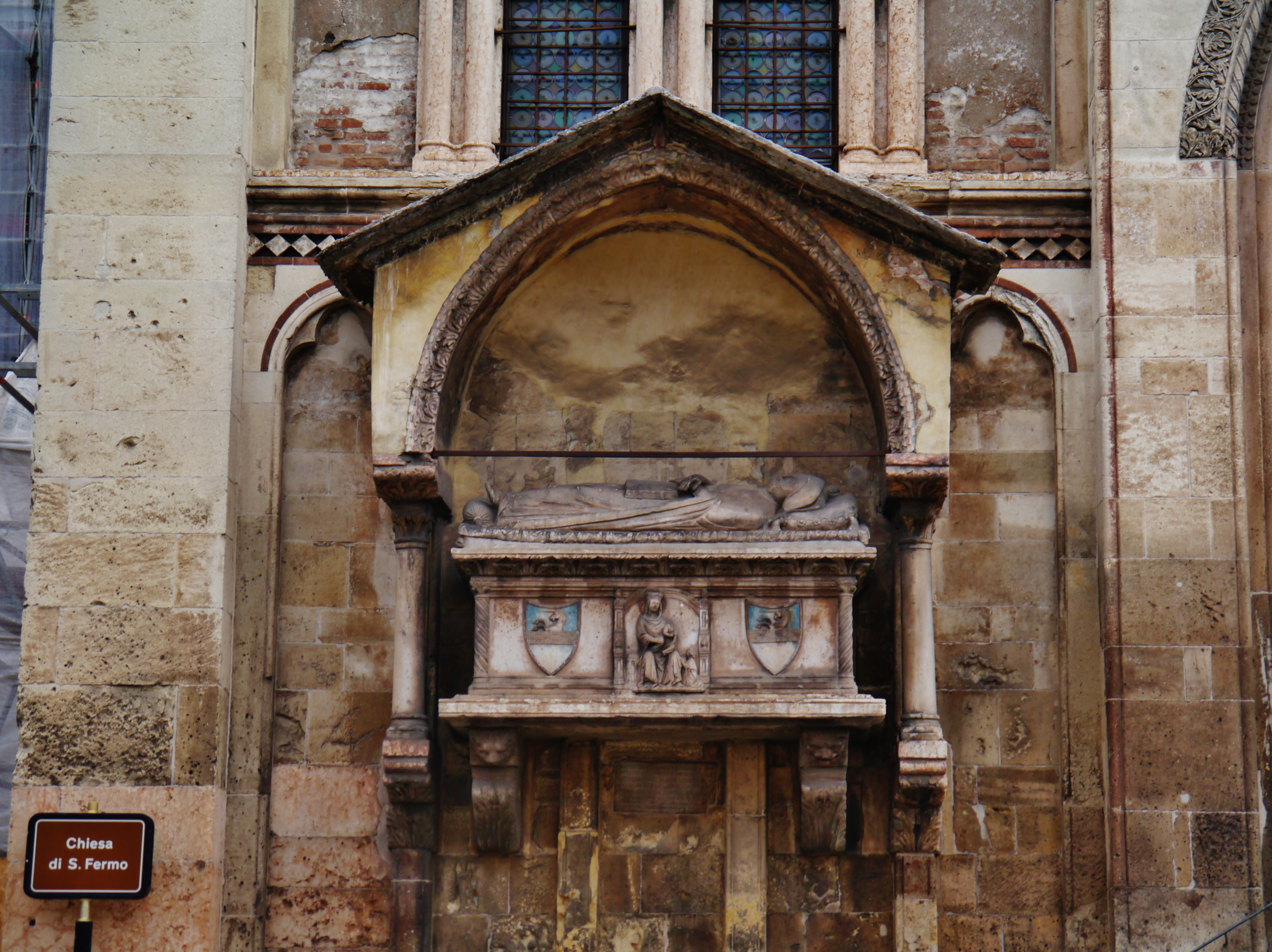
Grablege von Aventino Fracastoro
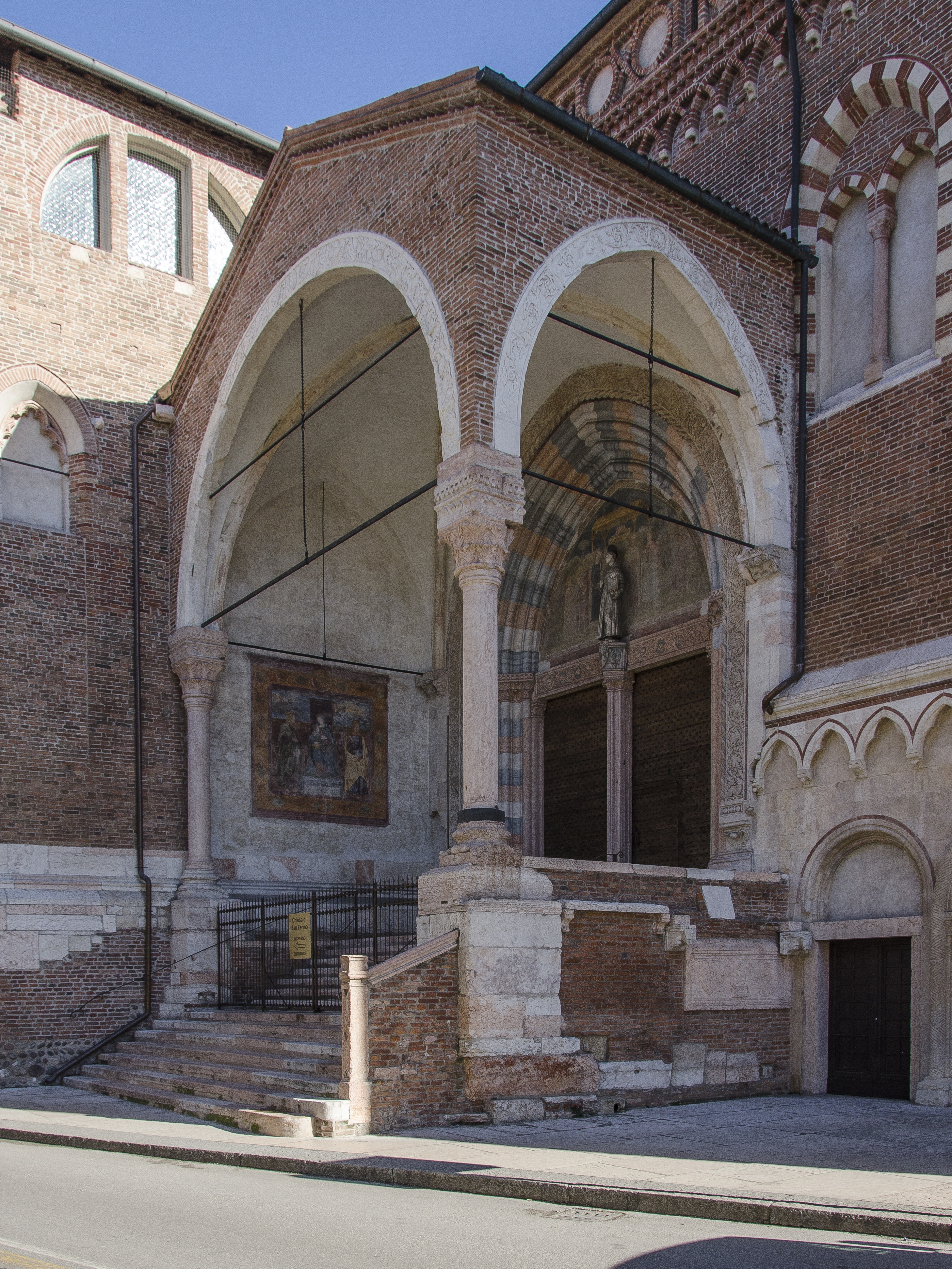
Nordseitiges Doppelportal

An der Nordseite ein überdachter Seiteneingang mit einem Doppelportal und ornamentreichen Portalfries. Das Gewände des Doppelportals wurde aus verschiedenfarbigen lokalen Marmorsorten, wie dem roten Veroneser Marmor erbaut. Der Baldachin ruht an der Vorderseite mit einem Rundbogen auf zwei romanischen Säulen und besitzt an der Seite Spitzbögen. An der Außenwand einer Seitenkapelle links neben dem Doppelportal ein von Francesco Morone 1523 angefertigtes Fresko.
Wie am Westportal ist auch der Bereich der Apsis eine Mischung romanischer und gotischer Baustile. So sind die runden Seitenapsiden und der Glockenturm romanischen Stiles, während die eckige zentrale Apsis beim Umbau durch die Franziskaner im Stile der Gotik umgestaltet wurde. Der verspielte Giebel der Apsis besticht durch sein rot-weißes Farbenspiel, seine Fialen und Akroterien. Neben Kreuzen finden sich als Dachschmuck auch eiserne Flügel, eine Anspielung auf den von den ghibellinischen Scaligern im Wappen verwendeten Reichsadler.
Die verschiedenen Bauabschnitte sind am romanischen Glockenturm gut zu erkennen. Sein Glockenstuhl besitzt auf allen vier Seiten Triforen und wird von Bogenfriesen abgeschlossen. Fünf der darin befindlichen Glocken wurden 1755 vom Glockengießer Domenico Crespi aus Cremona im Kreuzgang des angeschlossenen Klosters gegossen. Die größte Glocke musste 1768 neu gegossen werden. 1925 wurde eine weitere sechste Glocke aufgehängt, die 1936 ebenfalls neu gegossen werden musste.

### Oberkirche
Das Augenfälligste im Innenraum ist der in Form eines umgedrehten Schiffskiels zwischen 1314 und 1350 entstandene und mit 416 Temperabilder von Heiligen geschmückte Dachstuhl. Die Temperabilder werden der Schule des Maestro del Redentore zugeschrieben, aus deren Schule auch andere Arbeiten stammen. Für den Bau des Dachstuhls wurde Lärchenholz verwendet, dass vom Norden über die Etsch nach Verona getriftet und von Gugliemo da Castelbarco zur Verfügung gestellt wurde. Er ist 53 Meter lang und wurde erstmals in der Mitte des 19. Jahrhunderts restauriert.
Der Grundriss der von den Franziskanern gotisierten Oberkirche ist der eines lateinischen Kreuzes und folgt dem der romanischen Unterkirche. Sie besitzt fünf Apsiden und mehrere zwischen dem 15. und 16. Jahrhundert entstandene Seitenkapellen, die den einst nüchternen Bau wesentlich verändert haben.
Von der Benediktinerkirche sind die zentrale Apsis, die zwei nördlichen Nebenapsiden und das Presbyterium erhalten. Nach Wart Arslan ähnelte die Benediktinerkirche ihrem Grundriss nach dem normannischen Baustil. Der Grundriss stimmt mit dem der Kirche San Lorenzo in Verona überein, so dass nach Arslan nicht ausgeschlossen ist, dass beide Kirchen von der gleichen Bauhütte errichtet wurden. Das dreischiffige Langhaus der Oberkirche wurde unter den Franziskanern in eine einschiffige Saalkirche umgebaut und das westlich angrenzende Atrium abgetragen.

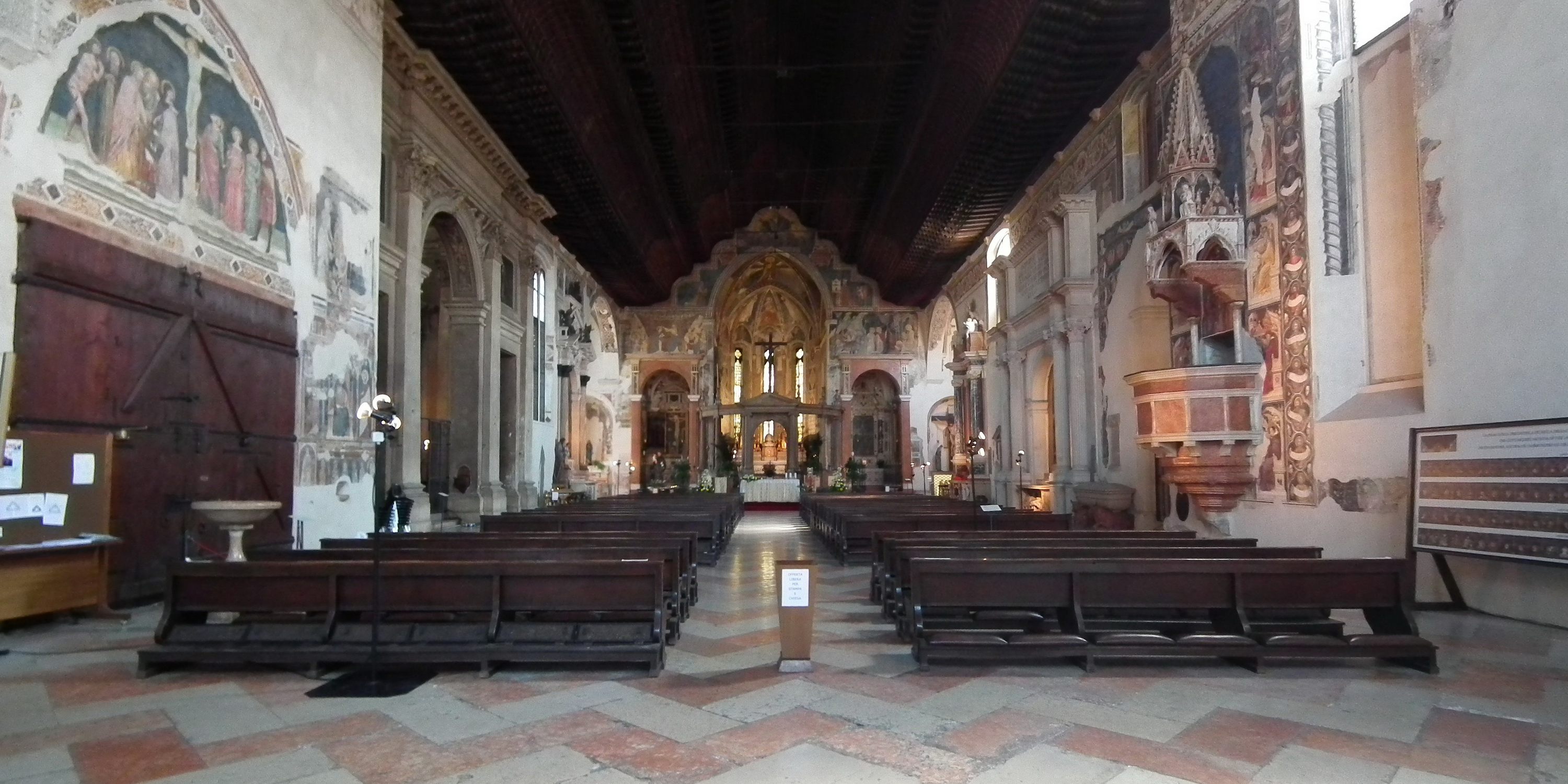
Langhaus mit Blick zum Chor
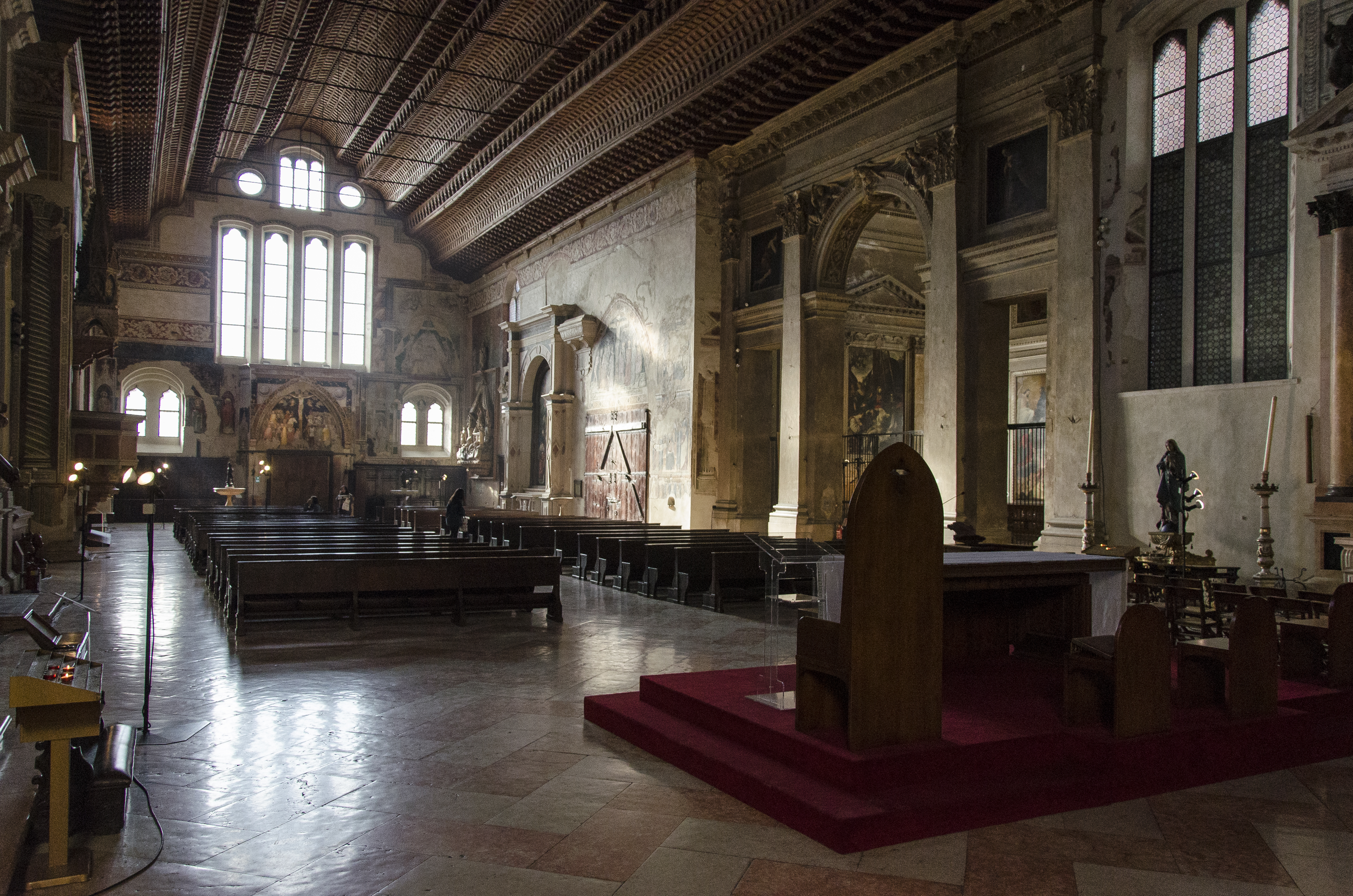
Langhaus mit Blick zum Westportal
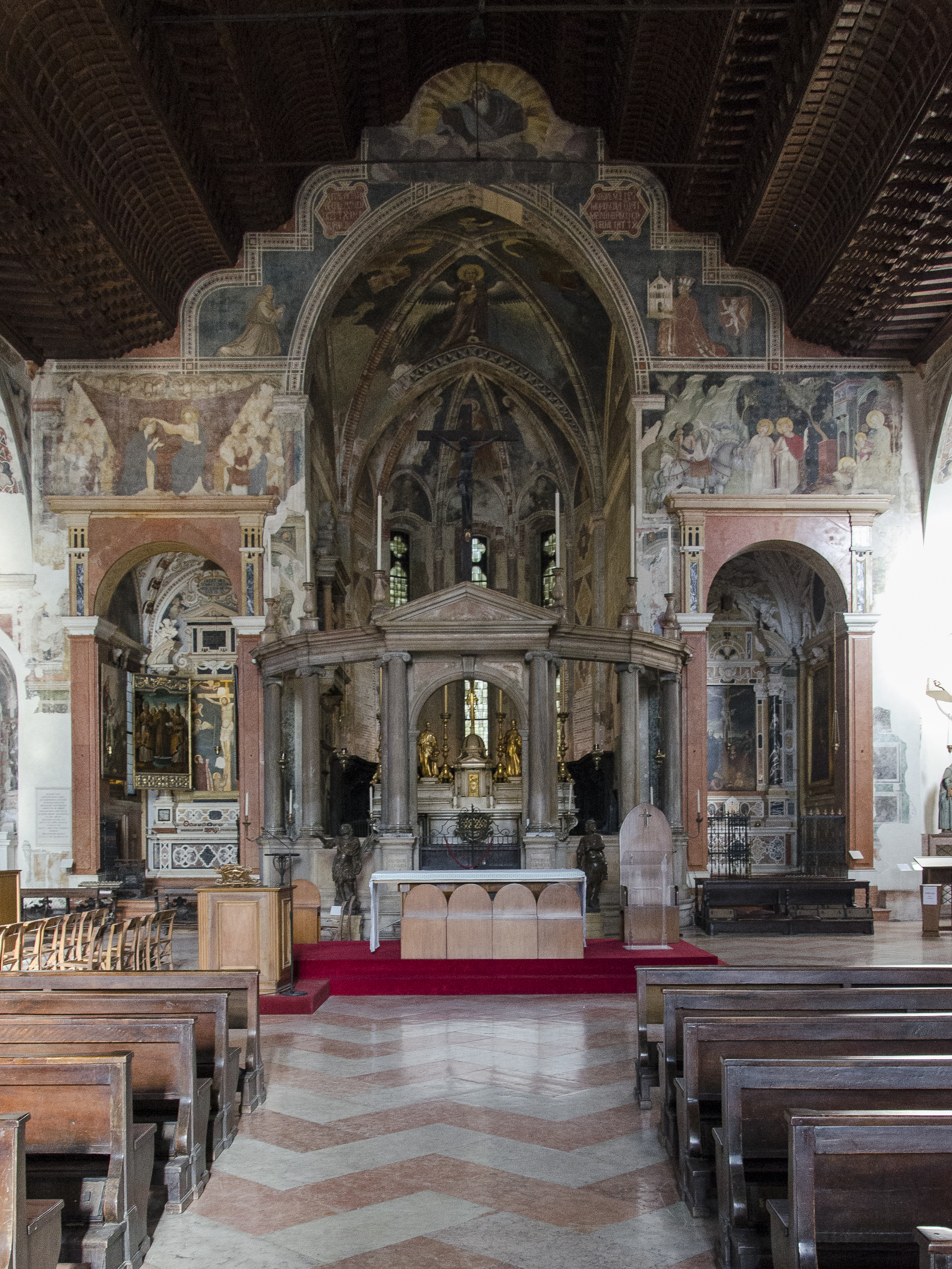
Chor
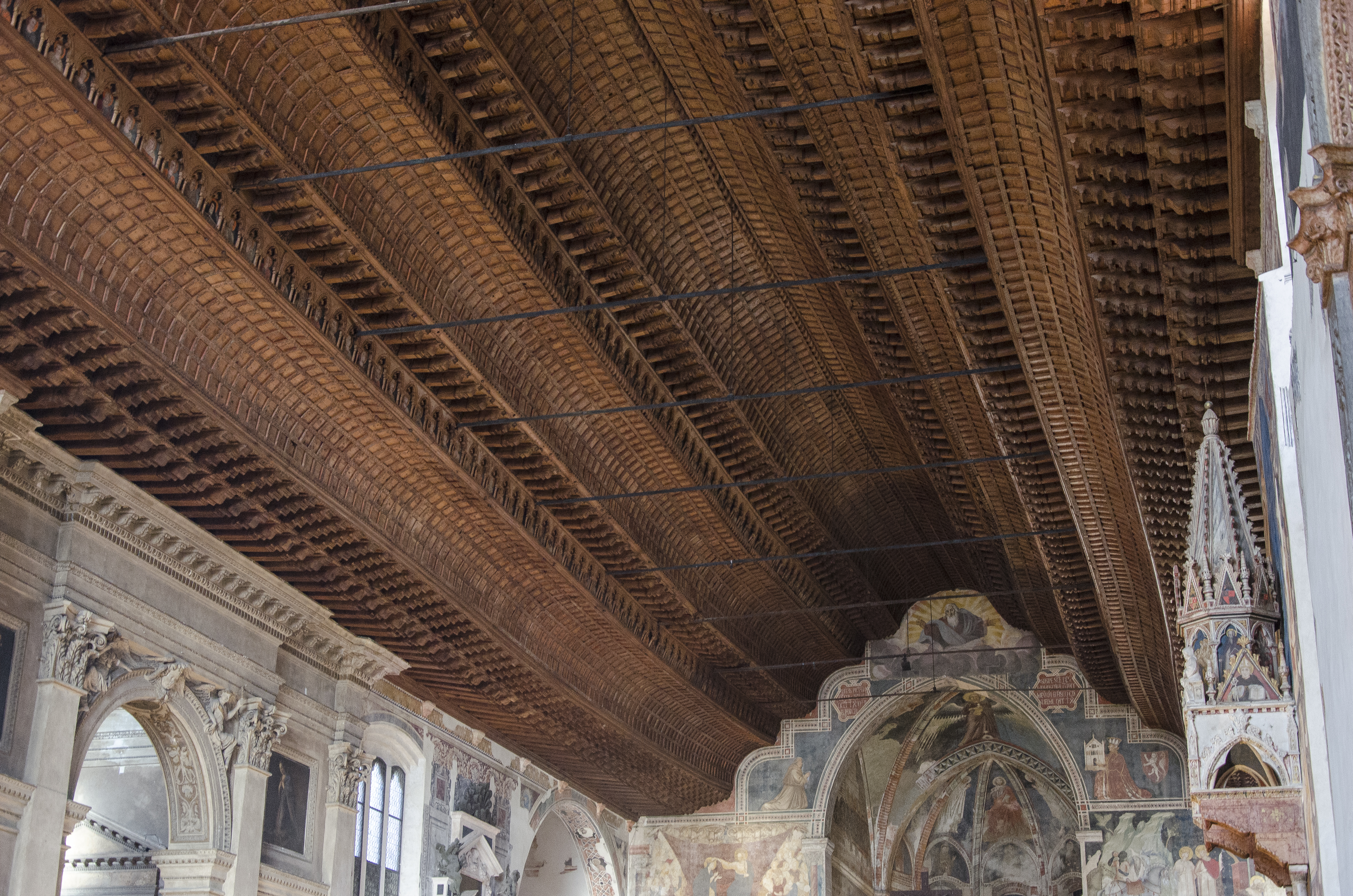
Holzdecke in der Form eines umgekehrten Schiffskiels
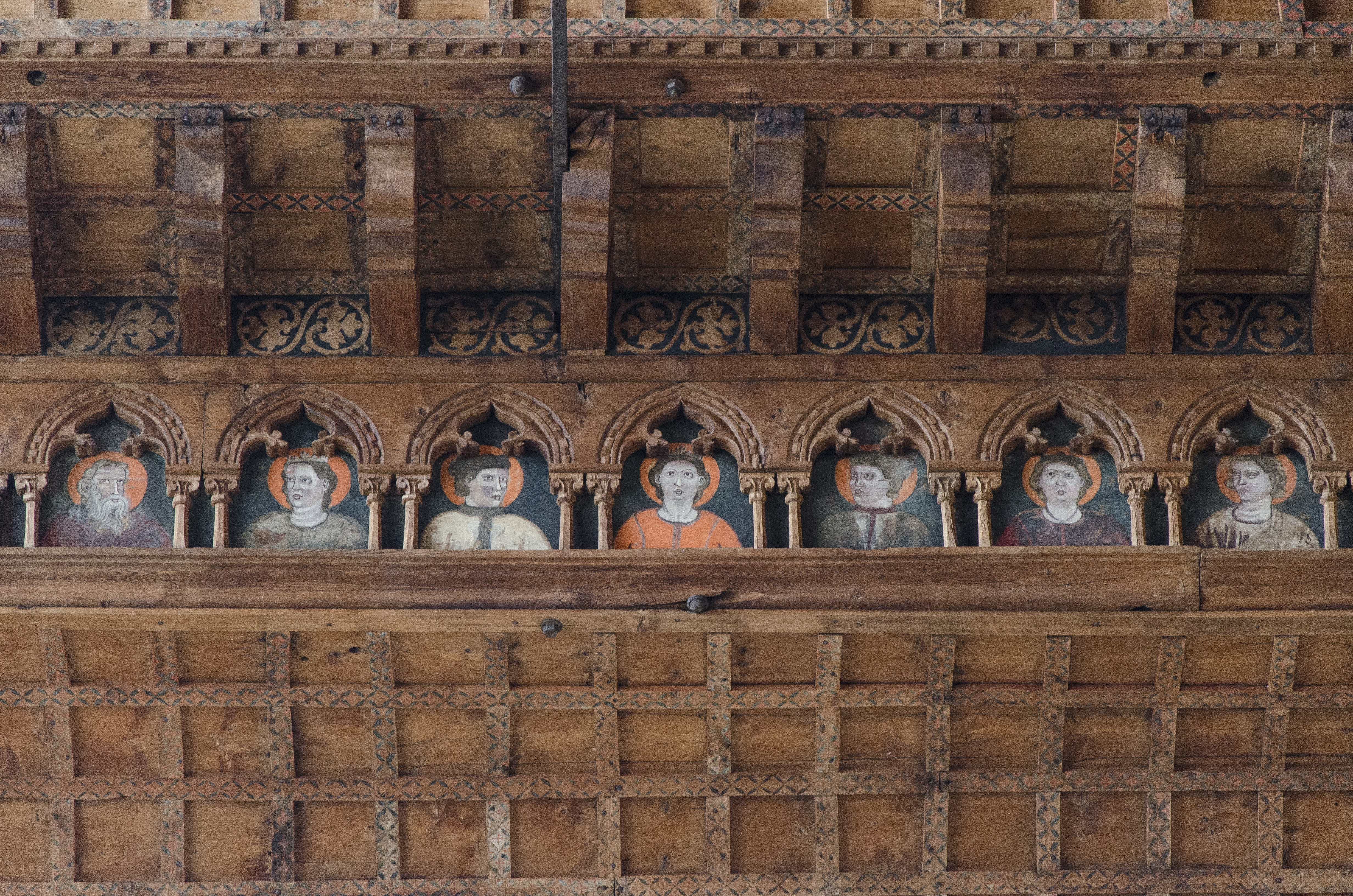
Holzdeckenfries mit Heiligenfiguren

### Unterkirche
Der Begriff Unterkirche in Bezug auf San Fermo Maggiore wurde erstmals vom Historiker Luigi Simeoni in der ersten Hälfte des 20. Jahrhunderts eingeführt. Architektonisch und liturgisch handelt es sich allerdings um eine Krypta, die nicht als eigenständige Kirche angesehen werden kann und stets in Relation mit dem darüber liegenden Bau zu sehen ist.
Der Grundriss ist der eines lateinischen Kreuzes mit einem dreischiffigen Langhaus an den das Querschiff und der dreiapsidiale Chor anschließen. Die Seitenschiffe sind vom Mittelschiff durch Säulenreihen getrennt, die aus abwechselnd vier kreuzförmigen und vier schmäleren eckigen Säulen bestehen. Das Mittelschiff ist wiederum durch schmale eckige Säulen unterteilt.
Der Chorbogen setzt sich aus drei asymmetrischen Rundbögen zusammen und wird von zwei romanischen Säulen gestützt. Der Zugang erfolgte ursprünglich über acht Treppenhäuser, zwei davon endeten im Presbyterium, vier weitere in den zwei Seitenschiffen und zwei am Westportal. Im Laufe des Umbaus durch die Franziskaner wurden Zugänge allerdings abgeändert.

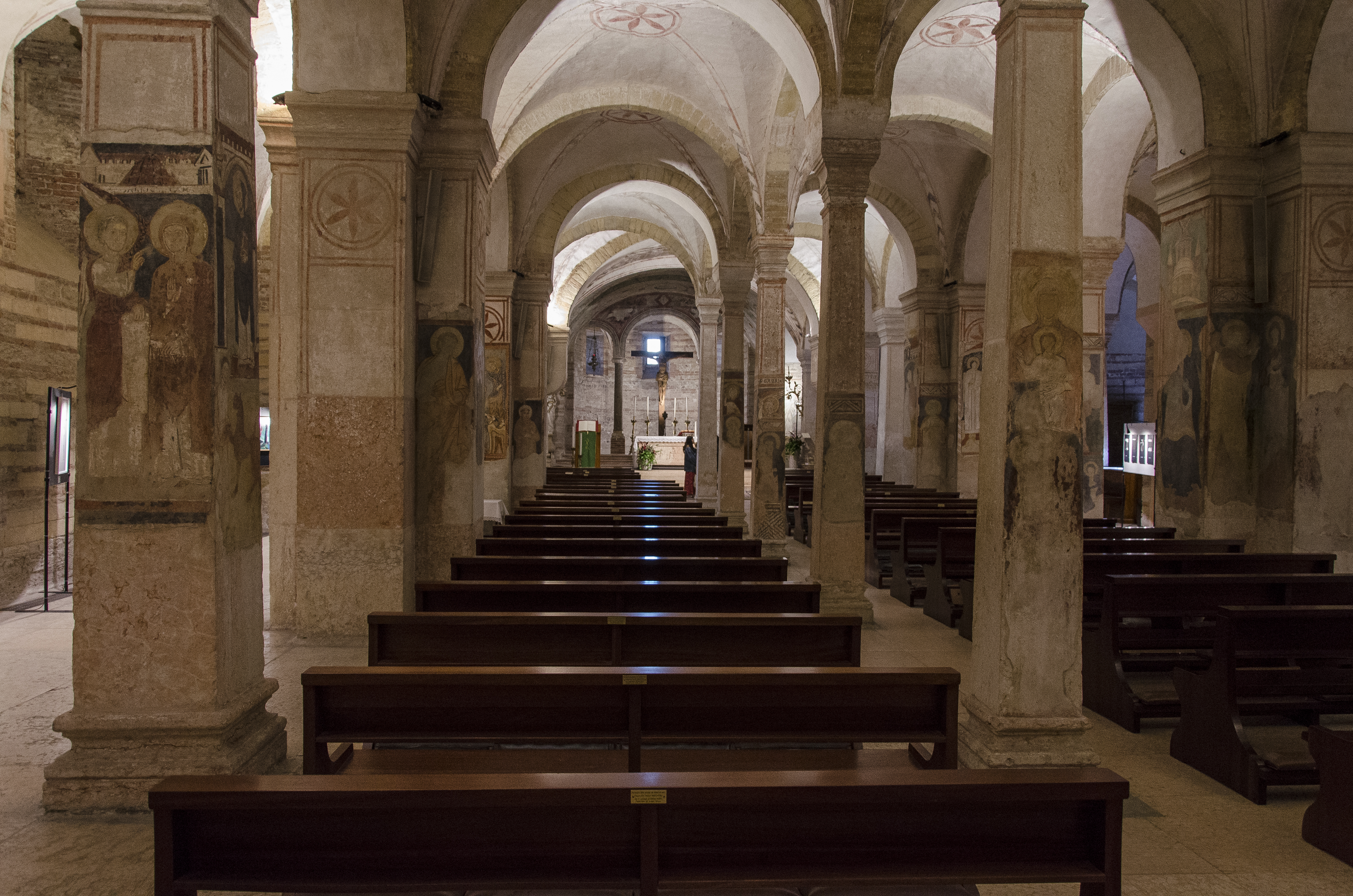
Mittelschiff Blickrichtung Apsis
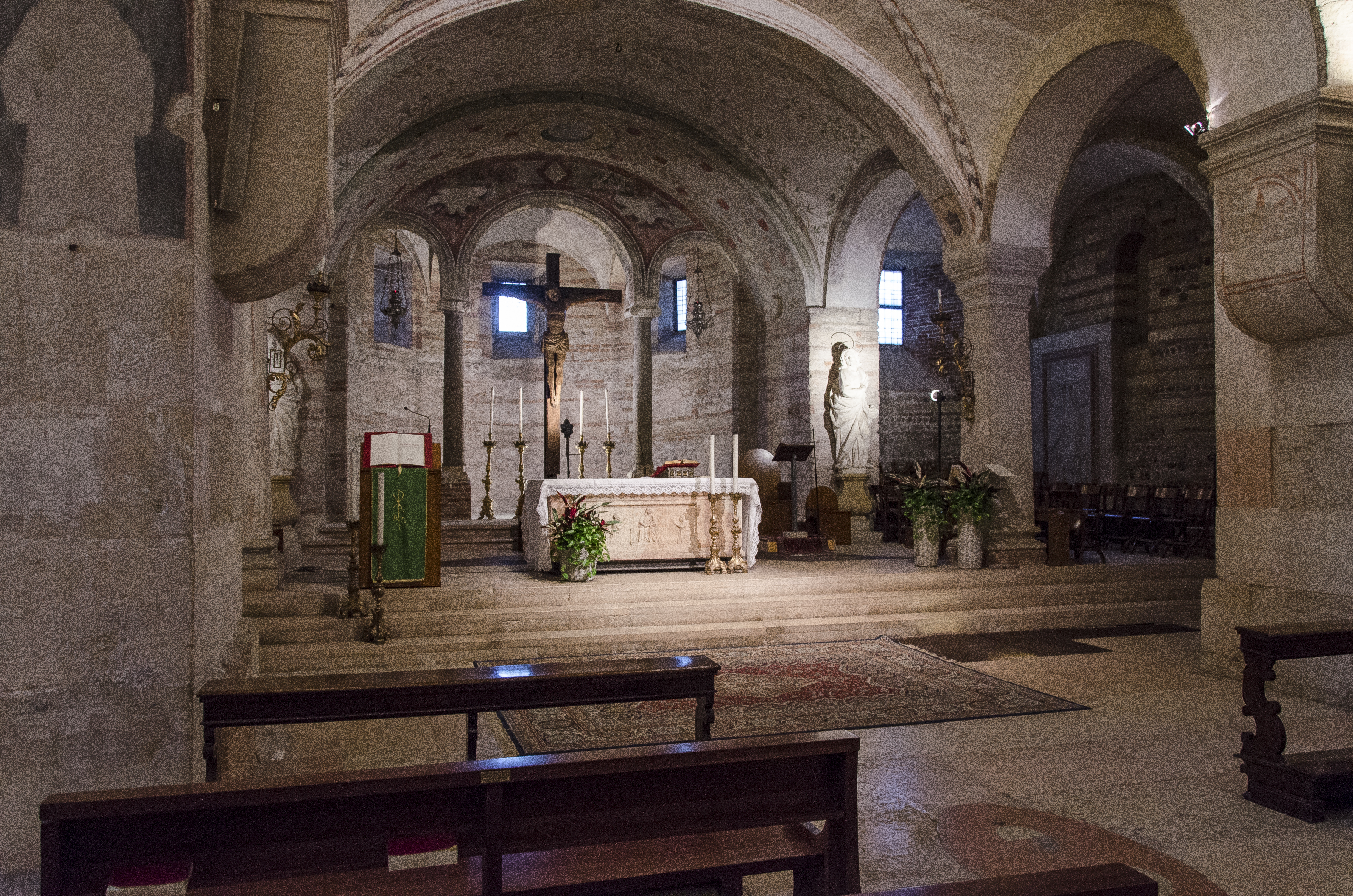
Chor mit Hauptaltar, Chorbogen und zentraler Apsis
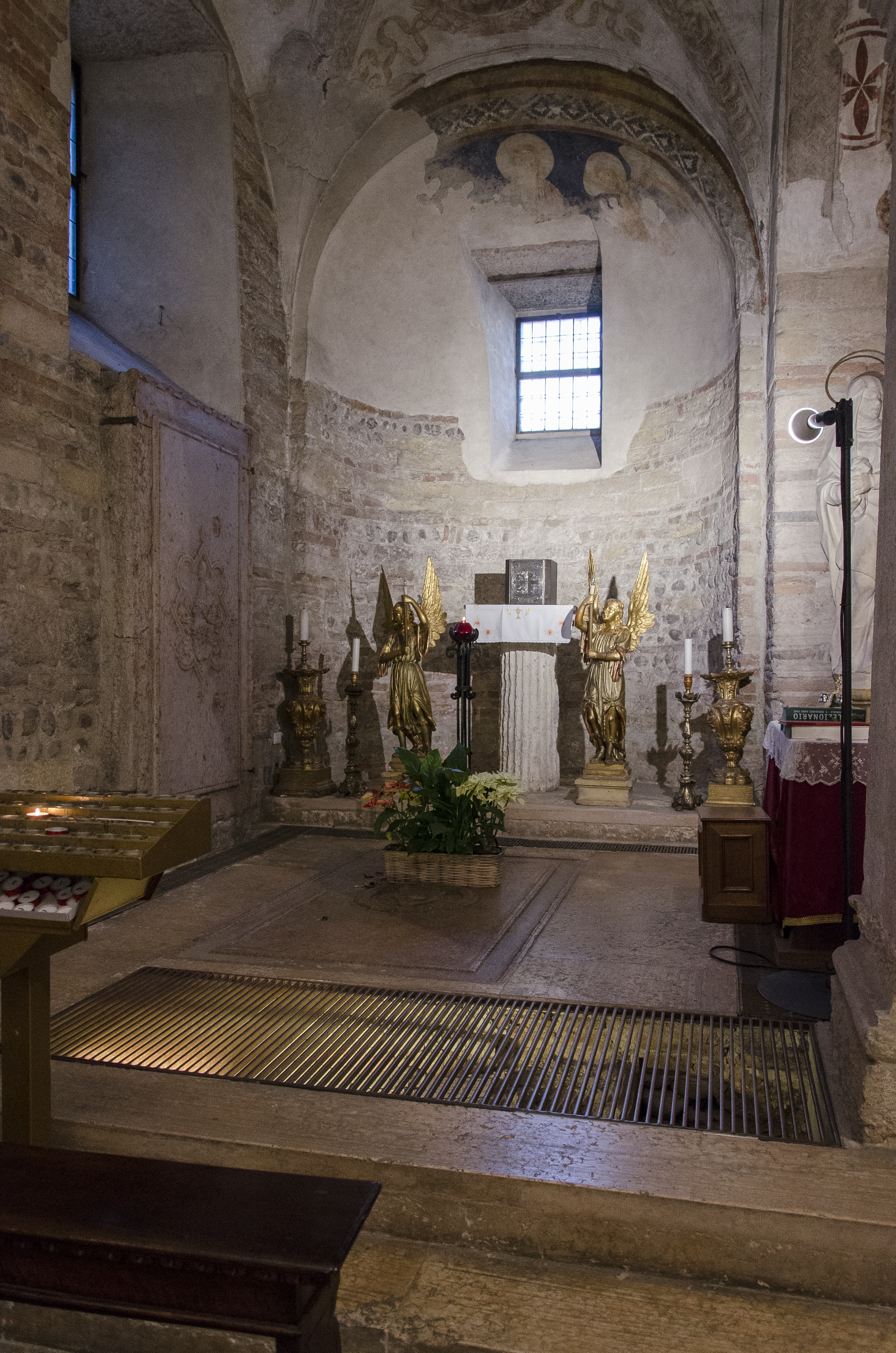
Linke Nebenapsis
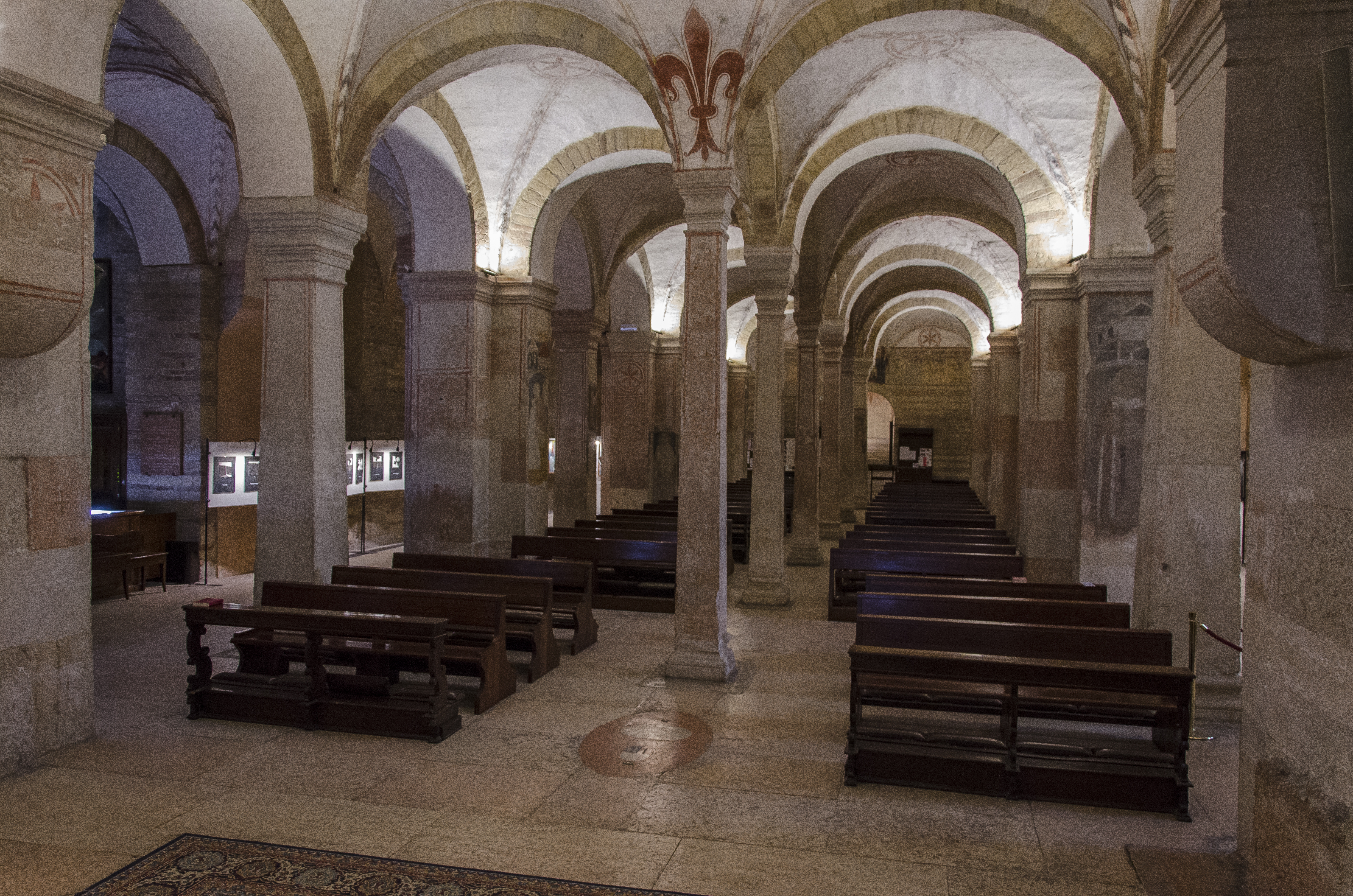
Mittelschiff Blickrichtung Westportal

## Innenausstattung Oberkirche

### Langhaus Nordseite

#### Mausoleum Brenzoni
Unmittelbar rechts des Westportals befindet sich das bedeutendste Kunstwerk der Kirche, das Mausoleum Brenzoni. Das originellste Grabmonument der Stadt ist eine Komposition aus Bildhauerei und Freskenmalerei. Es entstand im Zusammenspiel zweier Künstler des 15. Jahrhunderts und spielt auf mehrere Bibelszenen an. Das Grabmal im spätgotischen Stil stammt vom Bildhauer Nanni di Bartolo genannt il Rosso. Das zentrale Motiv des unter von Putten aufgehaltenen Baldachins ist die theatralisch in Szene gesetzte Auferstehung. Auf dem Sarkophag die Figur des Jesaja.
Umrahmt wird das Grabmal von einem Fresko von Pisanello. Das noch von Gentile da Fabriano beeinflusste Werk ist die erste von Pisanello selbst unterzeichnete und mit 1426 datierte Arbeit. Relativ gut erhalten ist das zweigeteilte Fresko oberhalb des Baldachins, das die Verkündigung des Herrn zeigt. Das im Stile eines grün-roten Bildteppichs das Grabmal umrahmende Fresko ist dagegen schlechter erhalten und zeigt im oberen Bereich in Tabernakeln die beiden Erzengel Gabriel und Michael.
Das Gesamtwerk ist 8,50 m hoch und 5,50 m breit und entstand zwischen 1424 und 1426 im Auftrag von Francesco Brenzoni als Grabmal für seinen Vater Niccolò Brenzoni. Es wurde Anfang des 18. Jahrhunderts im Auftrag der Familie Brenzoni restauriert. Unterhalb des Grabmals befand sich ein Altar, der bis Mitte des 18. Jahrhunderts genutzt wurde. Der ganze Komplex bildete einst, die nach dem zentralen Motiv des Grabmals benannte Auferstehungskapelle.

#### Altar des Heiligen Nikolaus
Der Altar steht rechts vom Mausoleum Brenzoni und wurde 1535 im Auftrag der Etschschiffer errichtet. Im 18. Jahrhundert wurde der Altarsockel mit dem Marmorrelief des Heiligen Nikolaus erneuert. Das Altarretabel von Battista d’Angolo genannt il Moro zeigt zu Füßen des Heiligen, die Heiligen Augustinus und Antonius.

#### Kreuzigungsfresko Nordeingang
Im Tympanon über dem nördlichen Seitenportal ein Kreuzigungsfreskos aus dem 14. Jahrhundert von Turone, der dem Kreis von Altichiero da Zevio zugeordnet werden kann. Ein ähnliches und ebenfalls Turone di Maxio zugeschriebenes Kreuzigungsfresko befindet sich über dem Westportal.

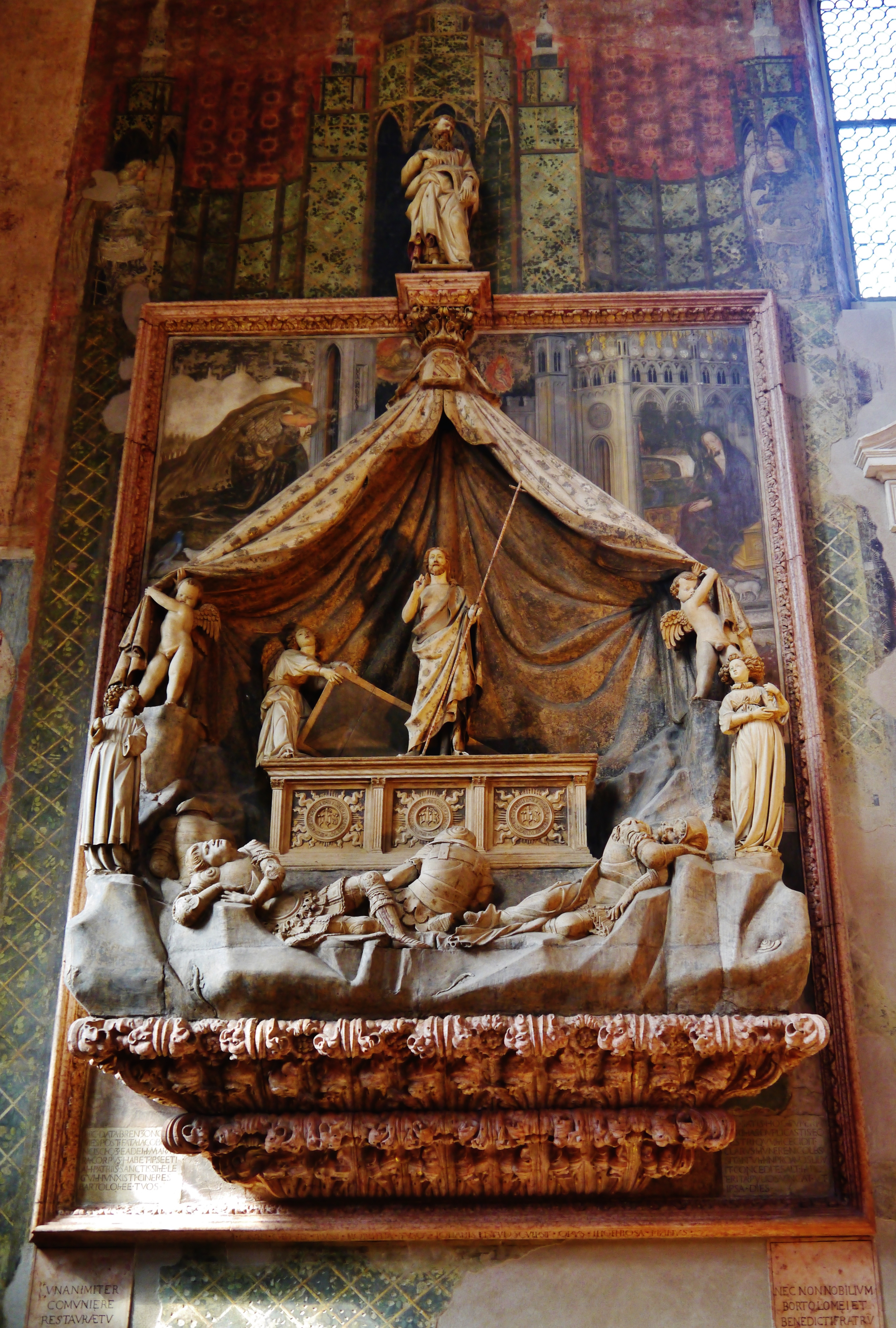
Mausoleum Brenzoni
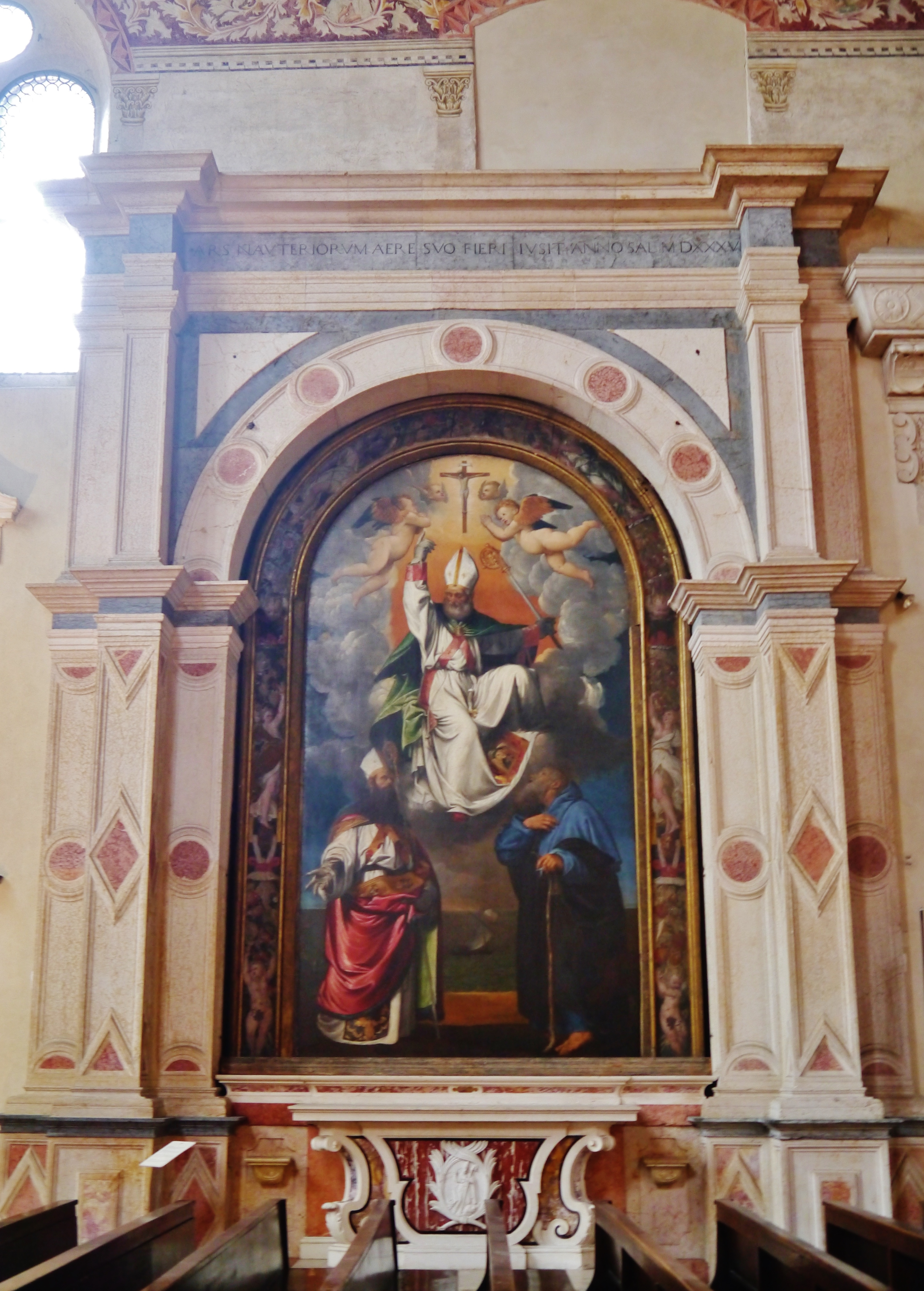
Altar des Heiligen Nikolaus
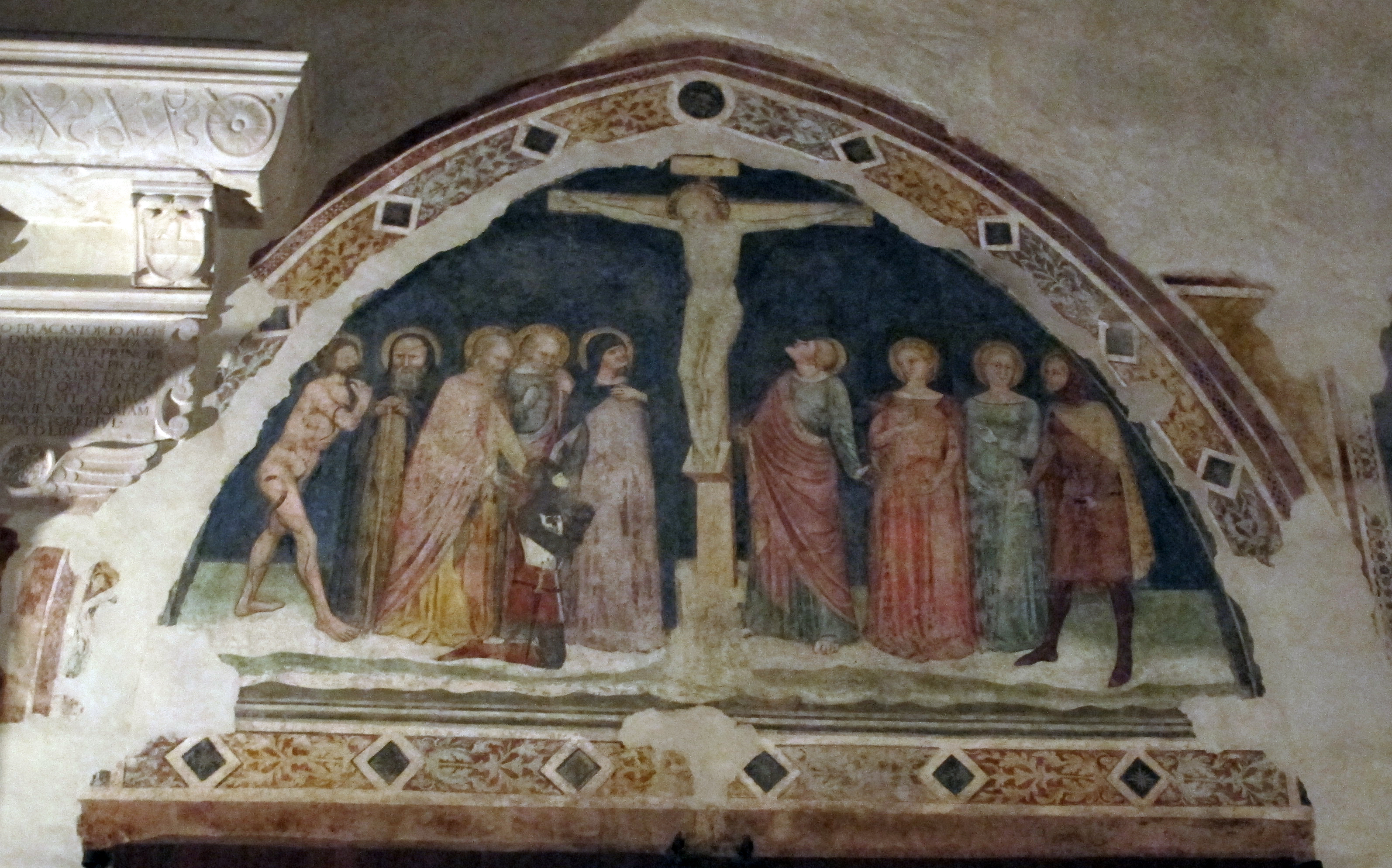
Kreuzigungsfresko Tympanon nördliches Seitenportal
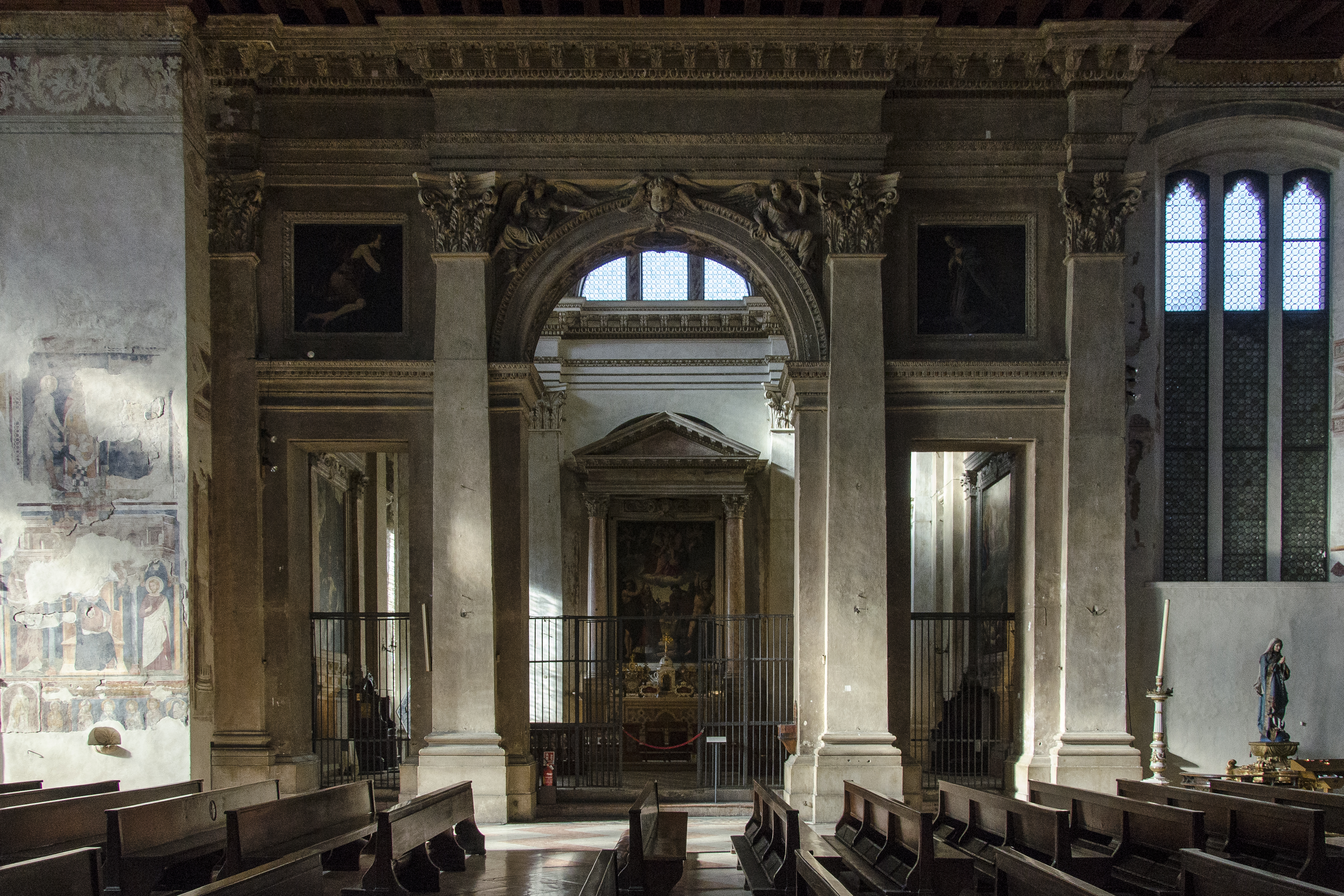
Cappella della Madonna
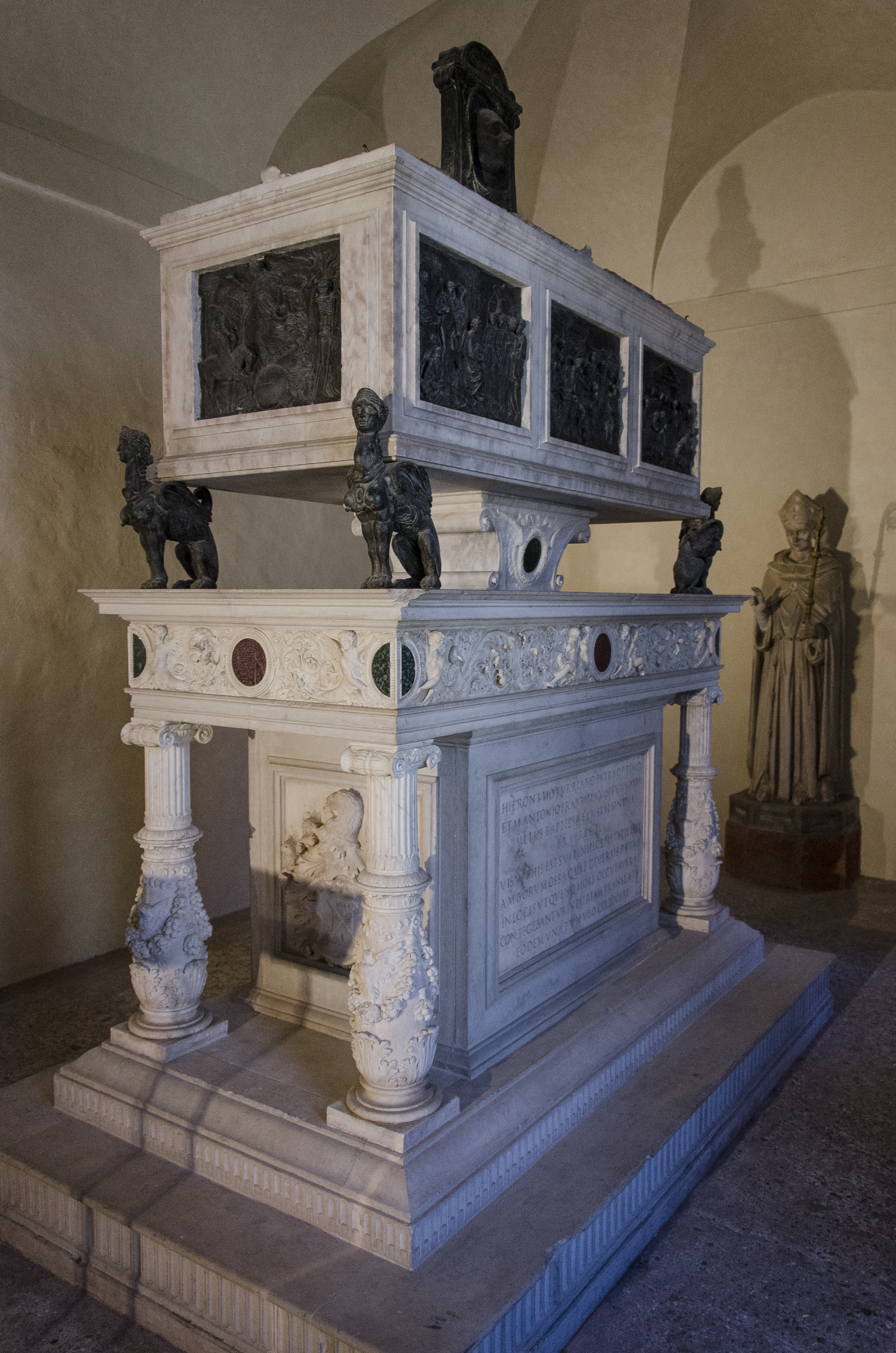
Grabmal della Torre

#### Kapelle der Madonna
Die Barockkapelle neben dem nördlichen Seiteneingang entstand Anfang des 17. Jahrhunderts anstelle einer Vorgängerkapelle aus dem 15. Jahrhundert. Der 1627 entstandene Hauptaltar besitzt ein Altarbild aus dem 16. Jahrhundert von Giovanni Francesco Caroto. Erwähnenswert, das an der rechten Seitenwand befindliche Gemälde von Antonio Giarola genannt il Coppa, das auf die Pestepidemie von 1630 Beug nimmt und in dem eine als junge Frau dargestellte Verona die Trinität um die Befreiung von der Pest bittet. Es erinnert an den in der Nähe der Kirche gelegenen Sammelpunkt der Pestkranken am Etschufer, die von hier aus auf Booten in ein Pestlazarett gebracht wurden. Die Kuppel der Kapelle ist mit Fresken von Giovanni Ceschini ausgeschmückt. Von Coppa stammt auch das Bild links des Altars, die die Jungfrau Maria zeigt, wie sie um Gnade für die im Fegefeuer schmachtenden bittet.

#### Altar der Zimmerleute und Schmiede
Auch als Altar des Josef von Nazaret bekannt. Entstanden 1608 mit einem Altarretabel von Alessandro Turchi, das die Anbetung der Hirten zeigt.

### Querschiff und Chor

#### Kapelle della Torre
Im linken Querschiff befand sich die im 15. Jahrhundert entstandene Kapelle della Torre. Der dort ursprüngliche Altar befindet sich seit 1860 an der Südwand des Langhauses neben dem Eingang zur Sakristei. In der ehemaligen Grabkapelle steht allerdings nach wie vor das Grabmal von Girolamo della Torre. Es wurde im Auftrag seiner drei Söhne Giovanni Battista, Giulio und Raimondo errichtet. Der Marmorsarkophag wird geschmückt von Bronzereliefs von Andrea Briosco. Die Bronzereliefs sind allerdings Kopien, der in der napoleonischen Epoche entwendeten und im Louvre aufbewahrten Originale.

#### Kapelle des Heiligen Antonius
In der linken Seitenapsis die nach 1528 eingerichtete Kapelle des Heiligen Antonius. Das Altarretabel des Barockaltars mit den Heiligen Antonius, Nikolaus und Augustinus stammt von Liberale da Verona. An den beiden Seitenwänden zwei Gemälde von Giacomo Locatelli, eines weiteren Veroneser Malers. Die Bilder in den darüber liegenden Lünetten stammen von Antonio Giarola. Das Kreuzgewölbe ist mit Stuckarbeiten geschmückt. Hinter dem Marmoraltar wurde 2004 ein Freskenzyklus aus dem 14. Jahrhundert entdeckt und freigelegt.

#### Hauptaltar
Der Chor ist von einem halbrunden aus ionischen Säulen bestehenden Chorumgang vom Querschiff abgetrennt und wurde 1573 errichtet. Das Renaissancewerk ähnelt dem im Dom von Verona von Michele Sanmicheli erbauten Chorumgang. Neben dem Eingang zum Chor die zwei Statuen der Heiligen Rusticus und Fermus von Giuseppe Antonio Schiavi. Der barocke Hauptaltar ist ein Werk seines Sohnes Francesco Schiavi und entstand 1759, als die Reliquien von der Unterkirche hierher gebracht wurden.

#### Chor und Apsis
Chorbogen und Gewölbe der Apsis sind mit Fresken aus der ersten Hälfte des Trecento geschmückt. Sie gehören zu den ersten Werken der sogenannten Veroneser Malerei und stammen von einem unbekannt gebliebenen Künstler aus der Schule Giottos, der sie in den 1320er und 1330er Jahren anfertigte und im Allgemeinen als Maestro del Redentore bezeichnet wird. Der Name lehnt sich an das Freskomotiv im Gewölbe der Apsis an, das Christus den Erlöser (italienisch Redentore) mit Maria, Johannes den Täufer und den Heiligen Rusticus und Fermus zeigt. In den Lünetten darunter verschiedene Heiligenfiguren, in der Mitte der Heilige Franziskus. Im Kreuzgewölbe des Chorbogens sind die Evangelistensymbole dargestellt. Die Fresken zählen zu den bedeutendsten Zeugnissen der Schule Giottos in Verona.
Im oberen Bereich des Triumphbogens die Freskos von Abt Daniele Gusmeri links und Guglielmo di Castelbarco rechts, Bauherr und Mäzen des Umbaus im 14. Jahrhundert, die ebenfalls dem Maestro del Redentore zugeschrieben werden. Darunter zwei Werke, links die Krönung Mariens und rechts die Anbetung der Könige aus dem 14. Jahrhundert. Lange Zeit wurden beide Lorenzo Veneziano zugeschrieben, während neuere Studien sie zurückdatiert haben und davon ausgehen, dass sie das Werk von Paolo Veneziano sind. An der linken Chorwand das Grabmal der San Bonifacio-Nichelosa aus dem 16. Jahrhundert.

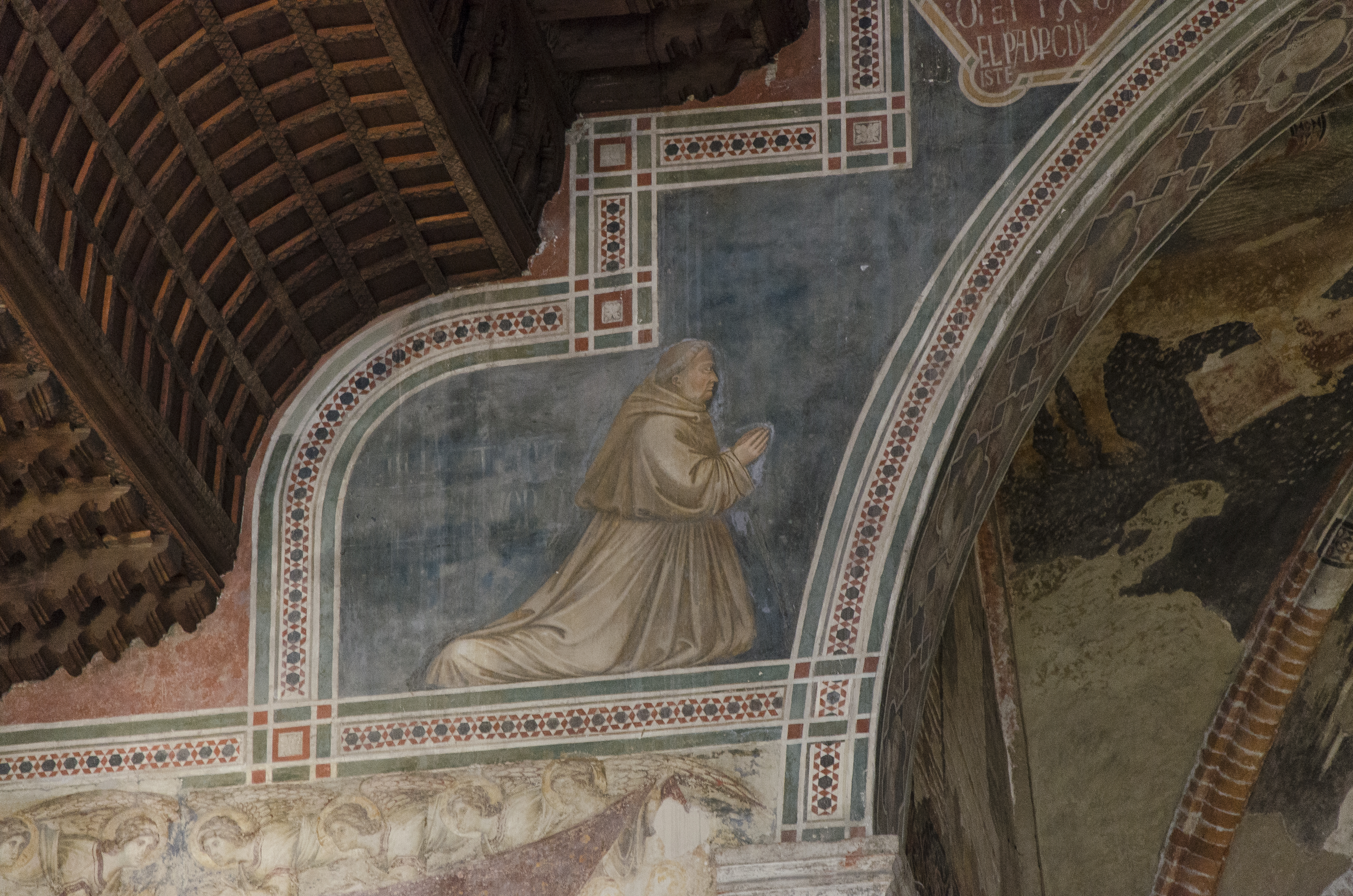
Triumphbogen mit Fresko von Abt Daniele Gusmeri
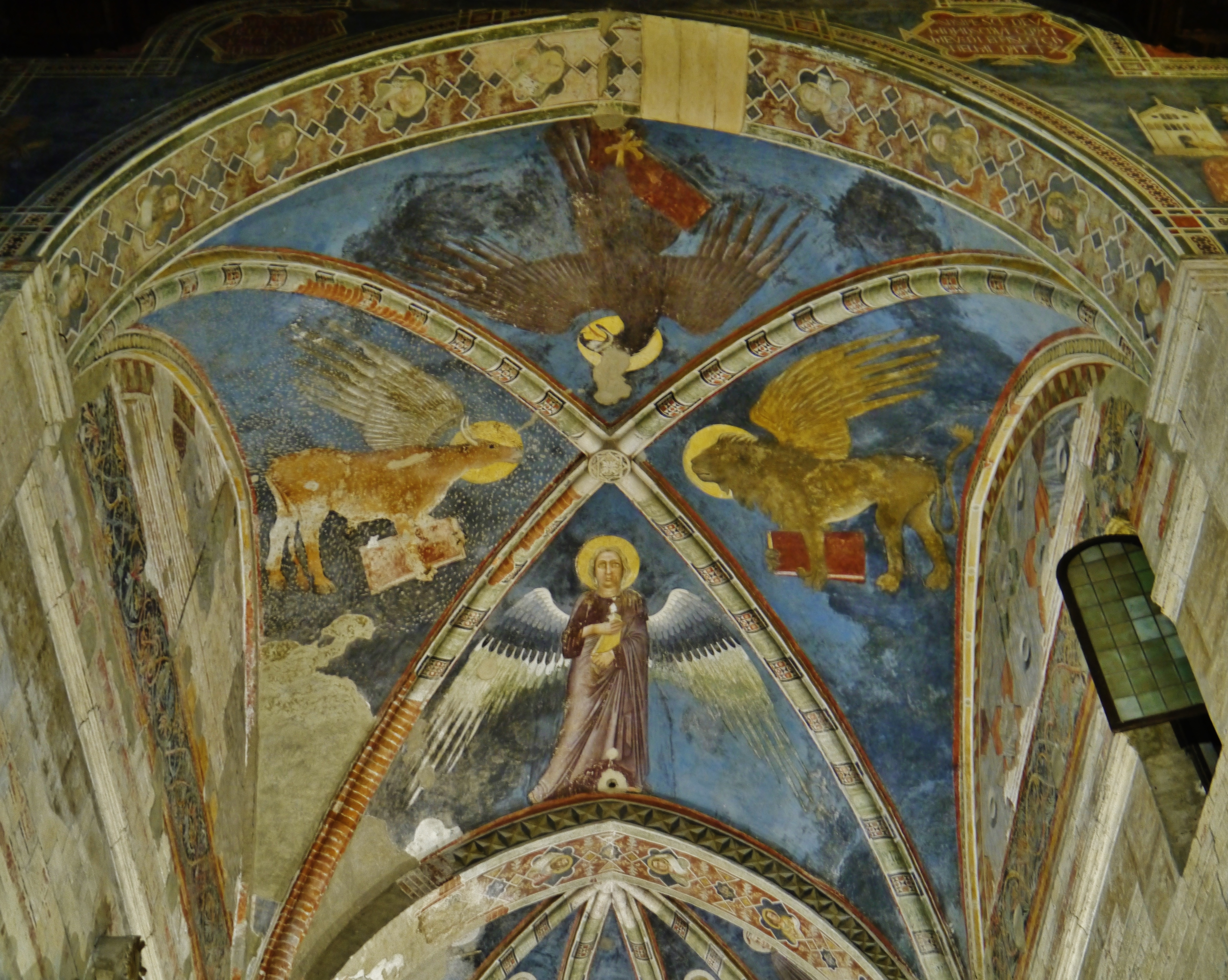
Chorgewölbe mit Evangelistensymbole aus der Schule Giottos
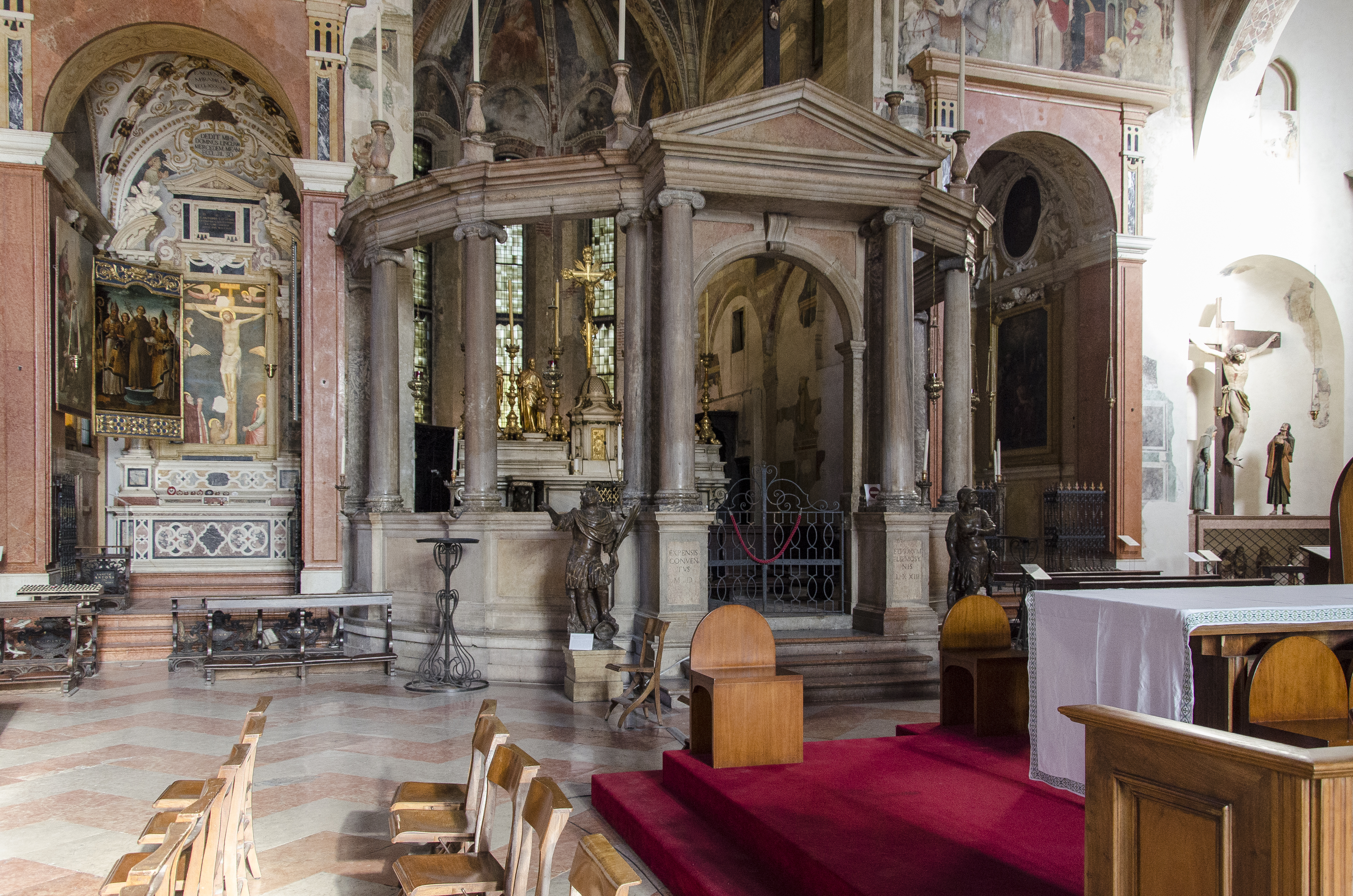
Chorumgang
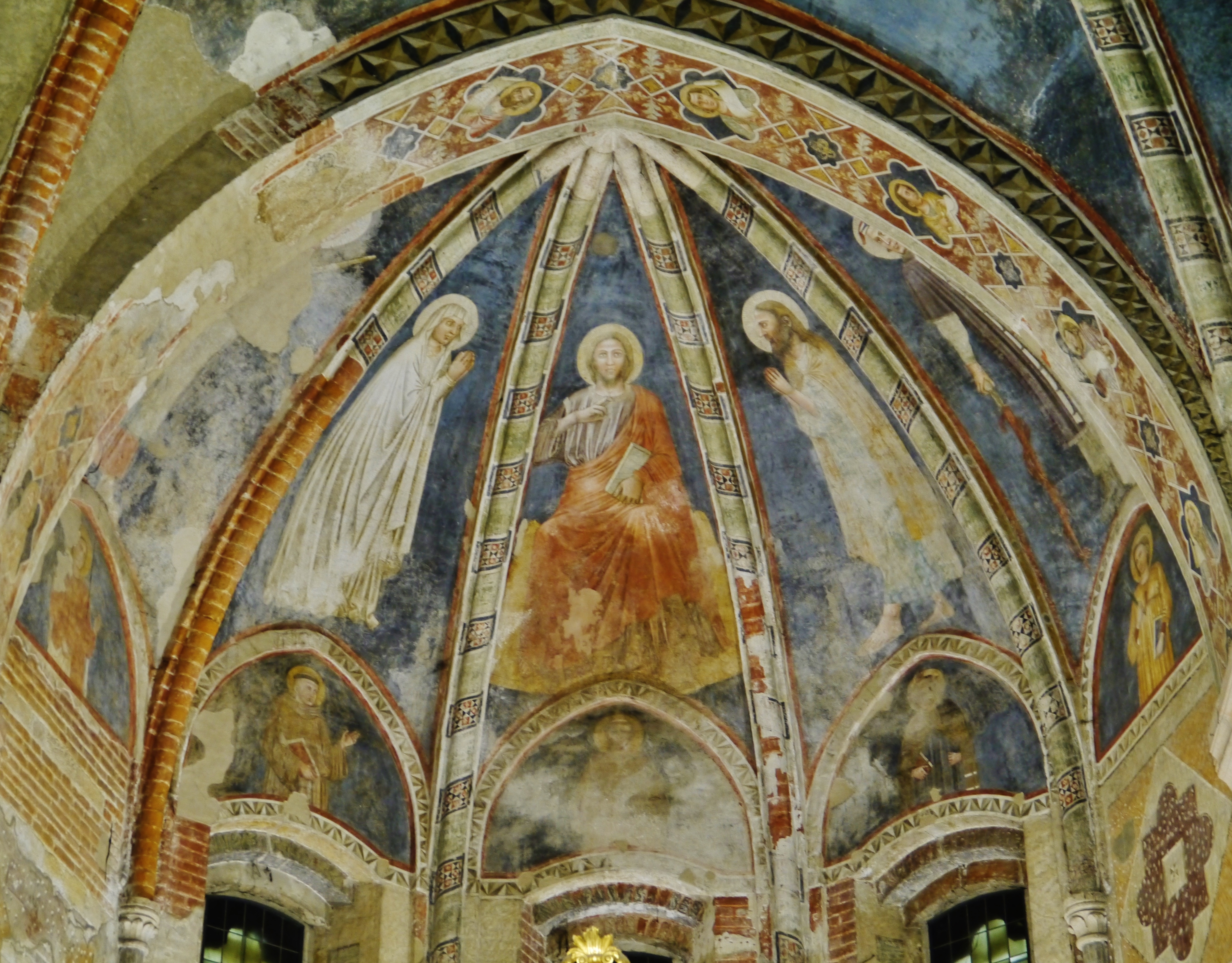
Apsisgewölbe
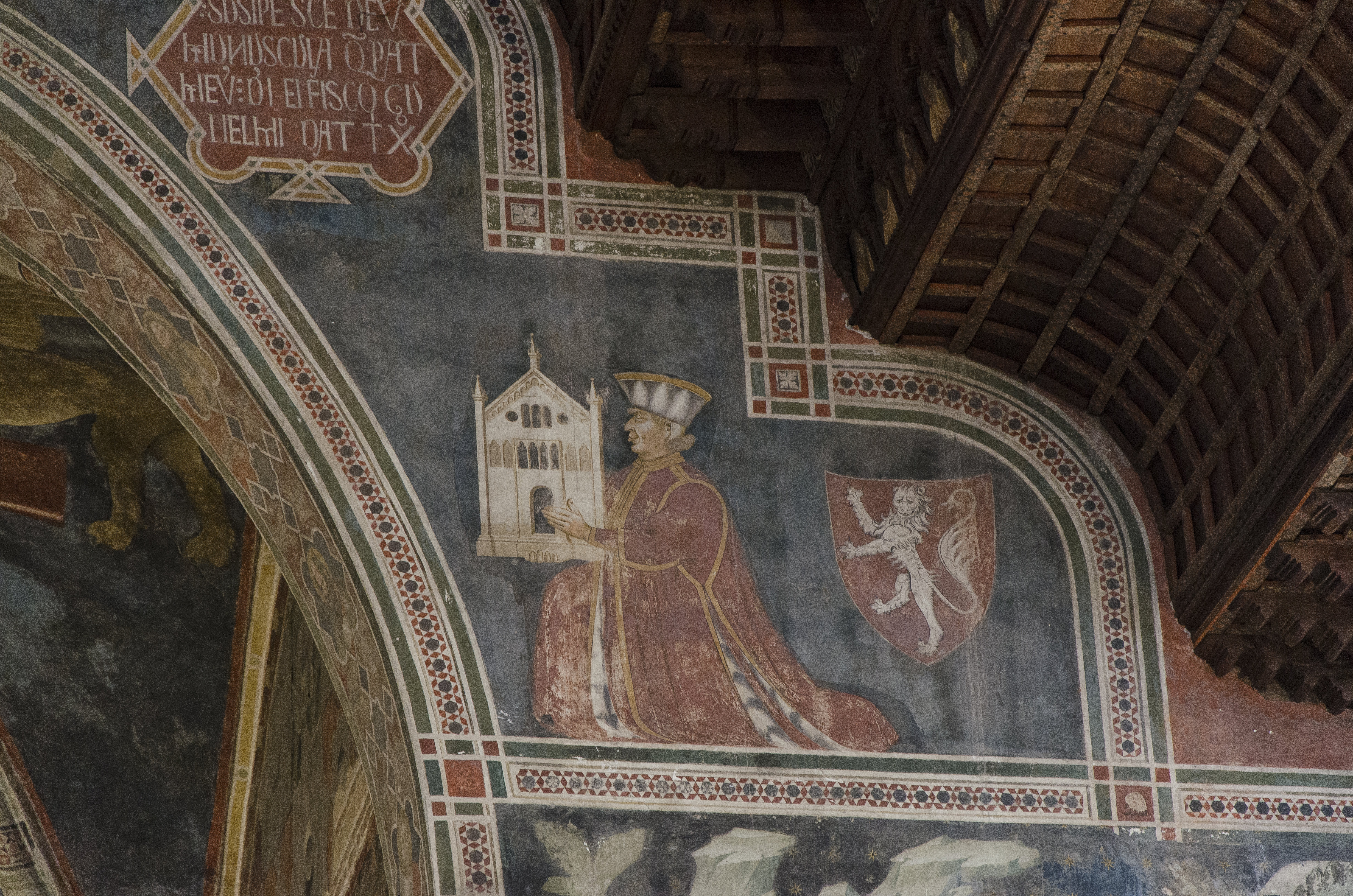
Triumphbogen mit Fresko von Guglielmo di Castelbarco

#### Kapelle der Sterbenden
Die auch als Kapelle der Passion bezeichnete Kapelle, grenzt unmittelbar rechts an den Chor und wurde im 17. Jahrhundert barockisiert. Das Altarretabel mit der Kreuzigung Christi stammt von Domenico Brusasorzi.

#### Kapelle Alighieri
Im rechten Querschiff die Grabkapelle der Familie Alighieri. Die Vorderseite der in der ersten Hälfte des 16. Jahrhunderts entstandenen Kapelle ist dem römischen Ehrenbogen Arco dei Gavi am Castelvecchio nachempfunden. In der Kapelle wurden mit Pietro IV. und seinem Bruder Ludovico di Dante die letzten direkten Nachkommen von Dante Alighieri bestattet. Der Altar wurde im 19. Jahrhundert neu errichtet. Das Altarretabel ist ein Werk von Battista d’Angolo genannt il Moro. Im Tympanon Fresken aus dem 14. Jahrhundert, die dem Maestro del Redentore zugeschrieben werden und unter anderem Szenen aus dem Leben des Heiligen Franziskus zeigen. Neben der Kapelle der Zugang zur Unterkirche.

### Langhaus Nordseite

#### Altar della Torre
Auch als Altar des Heiligen Franziskus bezeichneter barockisierter Altar an der Nordseite des Langhauses, direkt am Querschiff gelegen. Der Altar stand ursprünglich auf der gegenüberliegenden Seite im nördlichen Querschiff und wurde 1860 umgestellt. Das Altarretabel mit dem Heiligen Franziskus stammt von Giambattista Bellotti aus dem 17. Jahrhundert. Der Altar birgt die Reliquien des bei Verona im 12. Jahrhundert verstorbenen Eremiten Wolfhard von Augsburg. Rechts neben dem Altar der Eingang der im 16. Jahrhundert errichteten Sakristei.

#### Altar der Trinität
Auch als Raphael Altar bekannt. Er wurde 1523 im Auftrag des Veronesers Geschichtsschreibers Torello Saraina errichtet, wie aus der Inschrift des von vier Korinthischen Säulen getragenen Gebälks hervorgeht. Zwischen den Säulen das Wappen der Saraina. Das Altarretabel mit der Trinität und dem Erzengel stammt vom Veroneser Maler Francesco Torbido und wurde 1530 fertiggestellt. Die Altarplatte zeigt die Beweinung Christi, die ursprünglich zum rechts angrenzenden Grabmal des Saraina gehörte.

#### Kapelle Brenzoni
Die Kapelle Brenzoni im Stile des Quattrocento birgt an der linken Seitenwand das Grabmal des aus Modena stammenden Juristen Barnaba da Morano. Das Grab befand sich ursprünglich im Langhaus neben dem Westportal und ist wie die Kanzel ein Werk von Antonio da Mestre. Auch die Freskefragmente des Jüngsten Gerichts, die Martino da Verona zugeschrieben werden, befanden sich einst im Langhaus und wurden 1958 in der Kapelle angebracht. Auf der gegenüberliegenden rechten Seite weist eine einfache Grabplatte auf das Grab des Juristen Bernardo Brenzoni hin. Der 1570 entstandene Altar der Kapelle stand ursprünglich in der später aufgelösten Kirche San Fermo al Ponte und wurde 1809 in der Kapelle aufgestellt. Die Pala ist von Antonio Elenetti aus dem 18. Jahrhundert. Rund um den Eingang zur Kapelle Freskenfragmente, die unter anderem den Baum des Lebens darstellen und dem Maestro dell’ Annunciazione zugeschrieben werden.

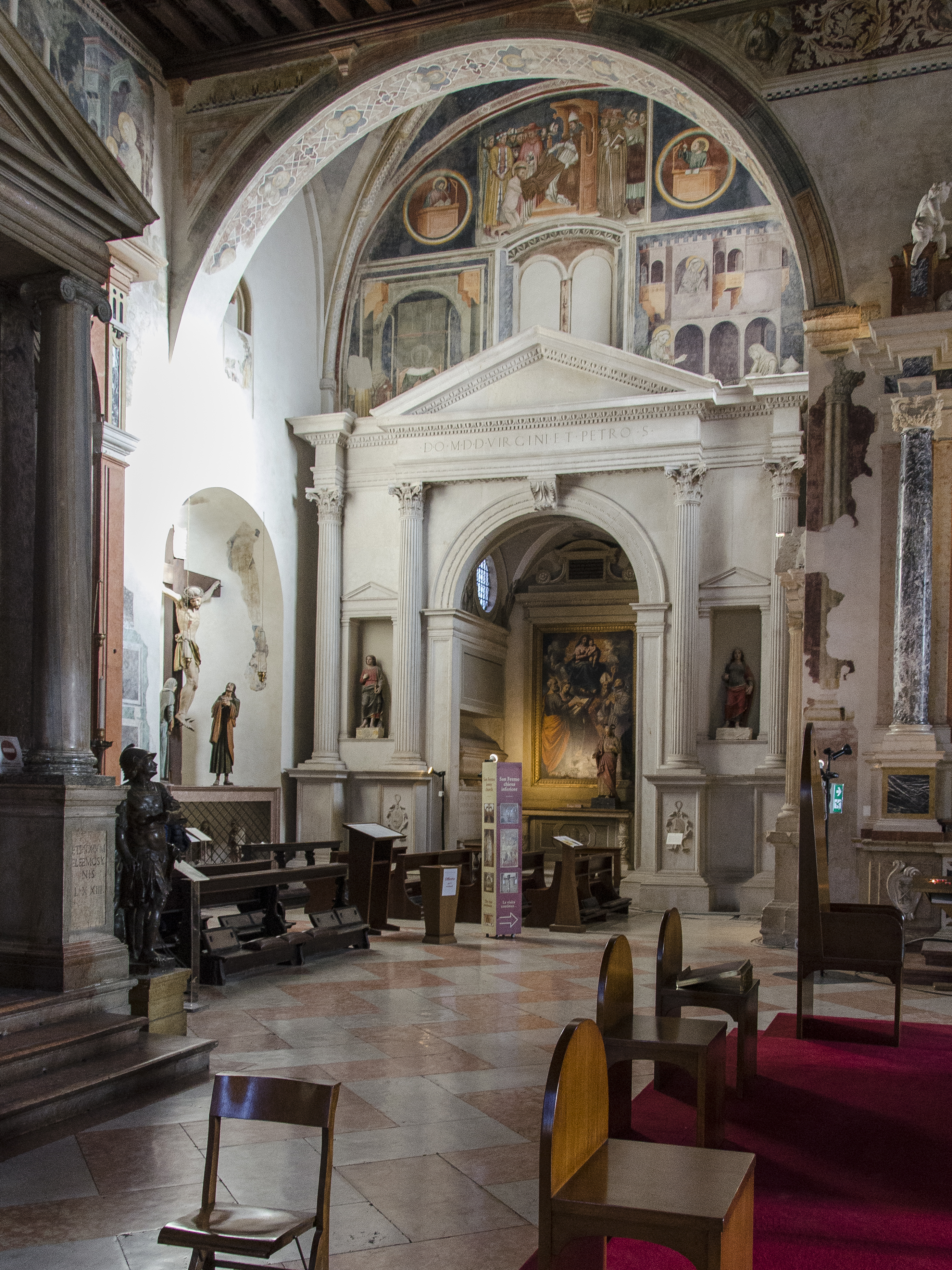
Kapelle Alighieri
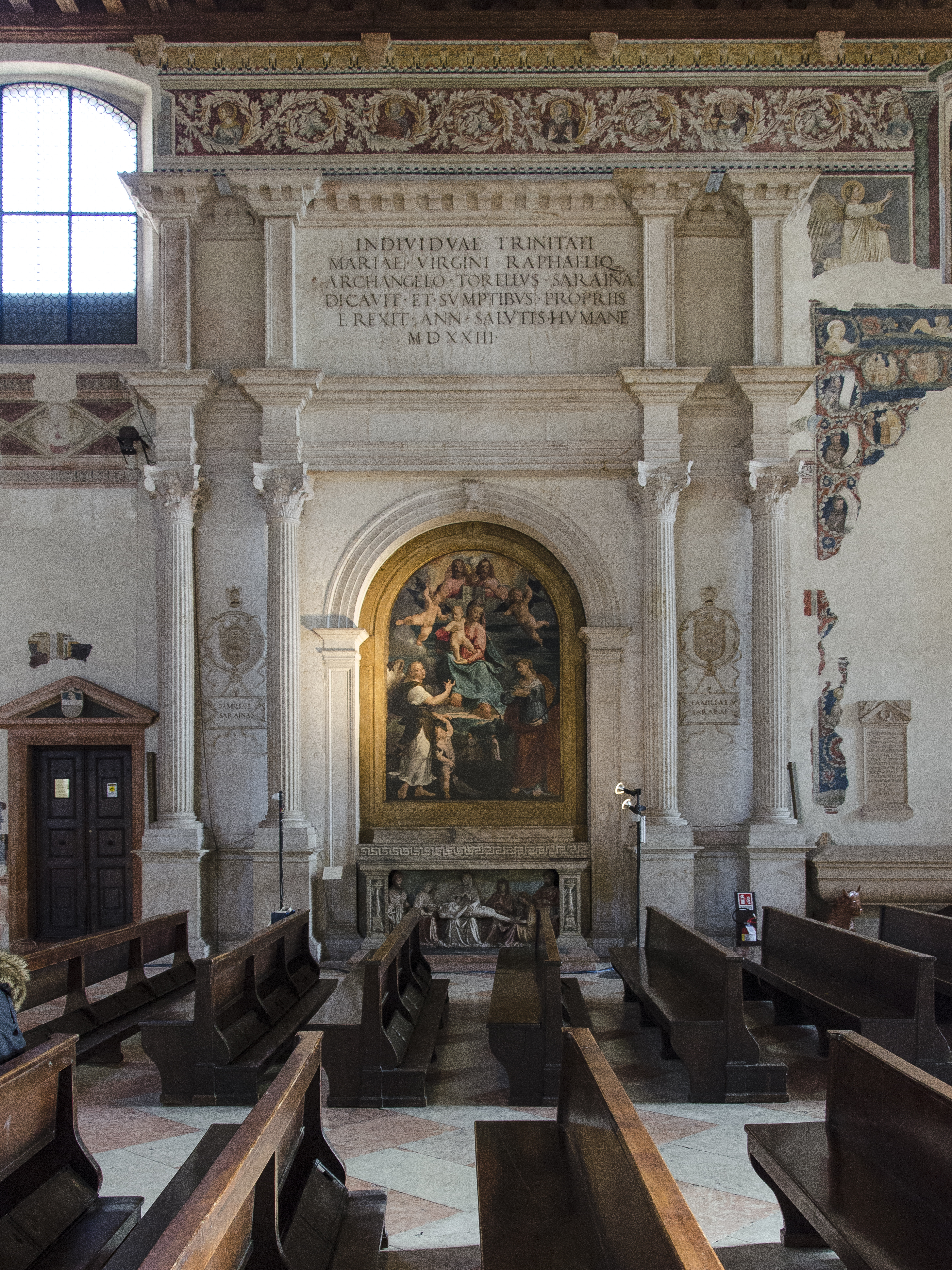
Altar der Dreieinigkeit
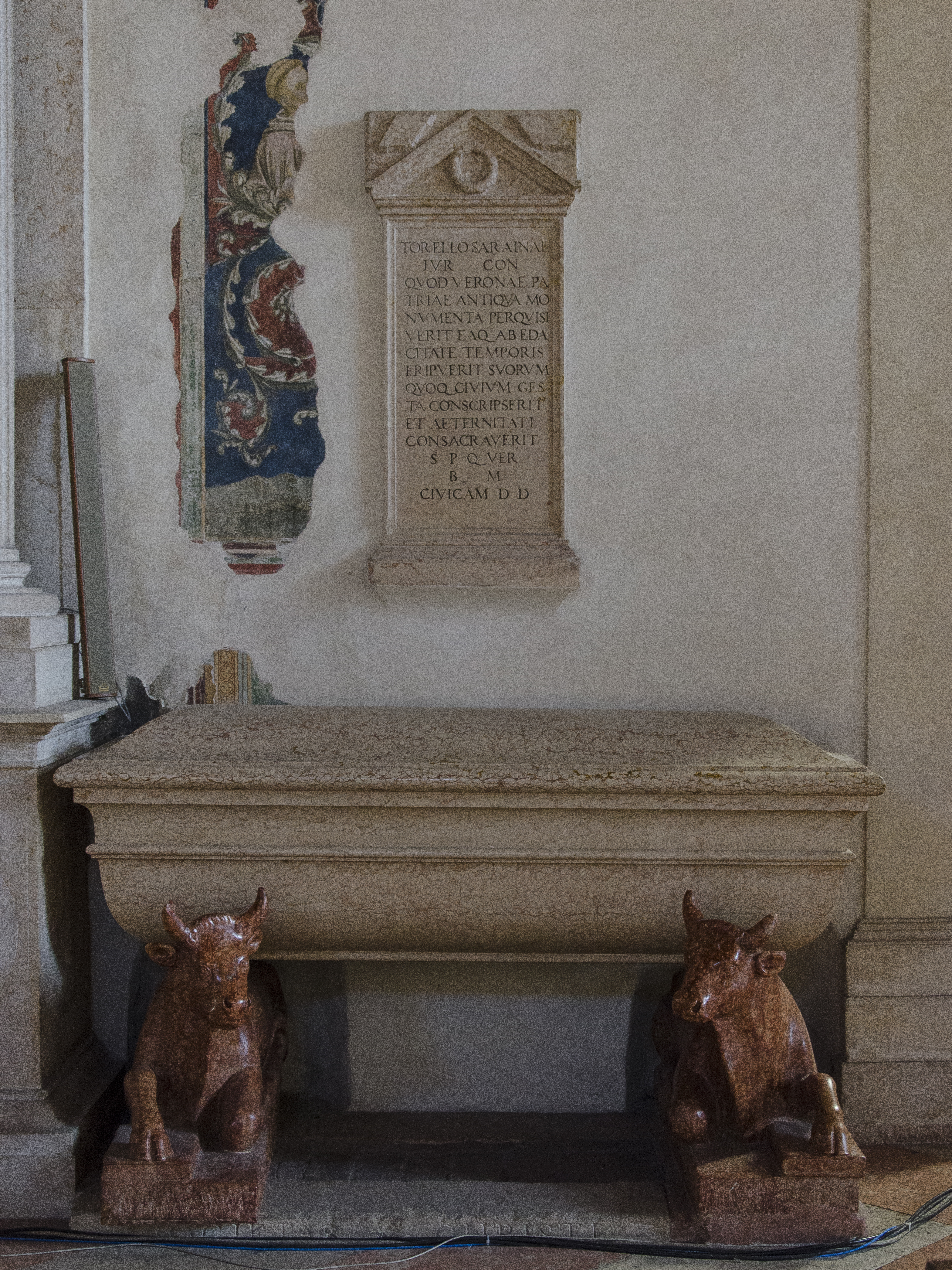
Grab des Saraina
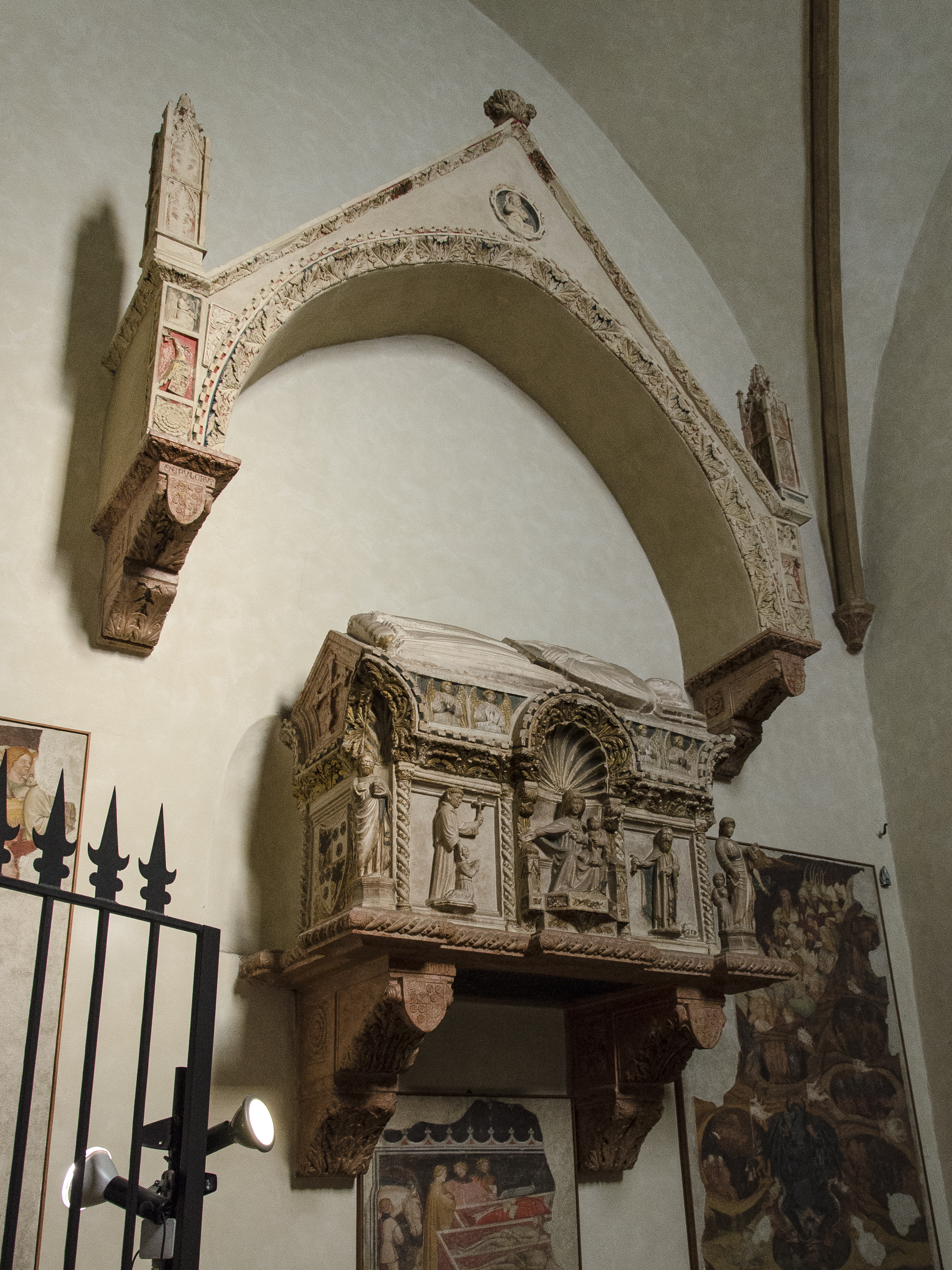
Grabmal des Barnaba Moreno
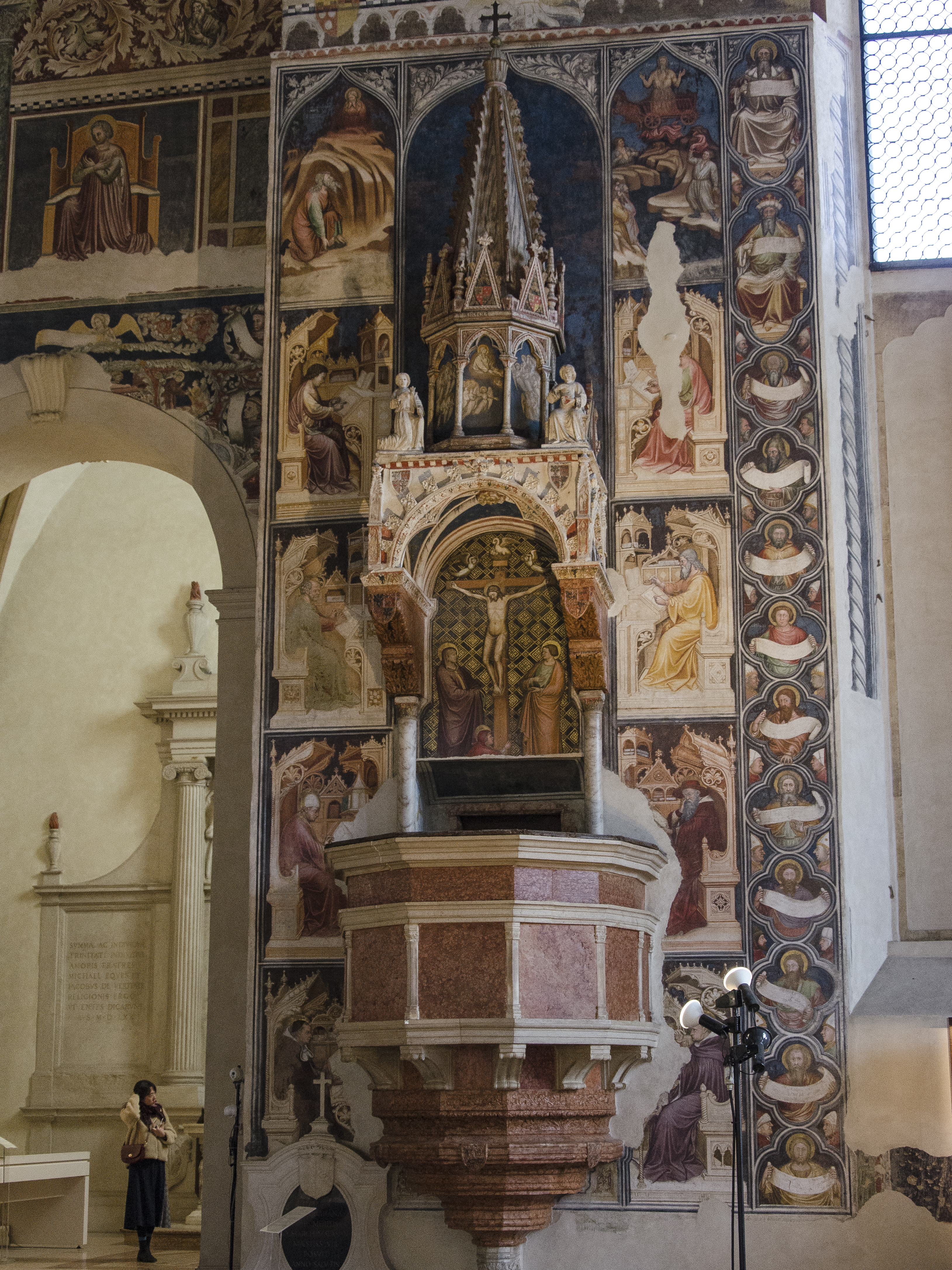
Kanzel
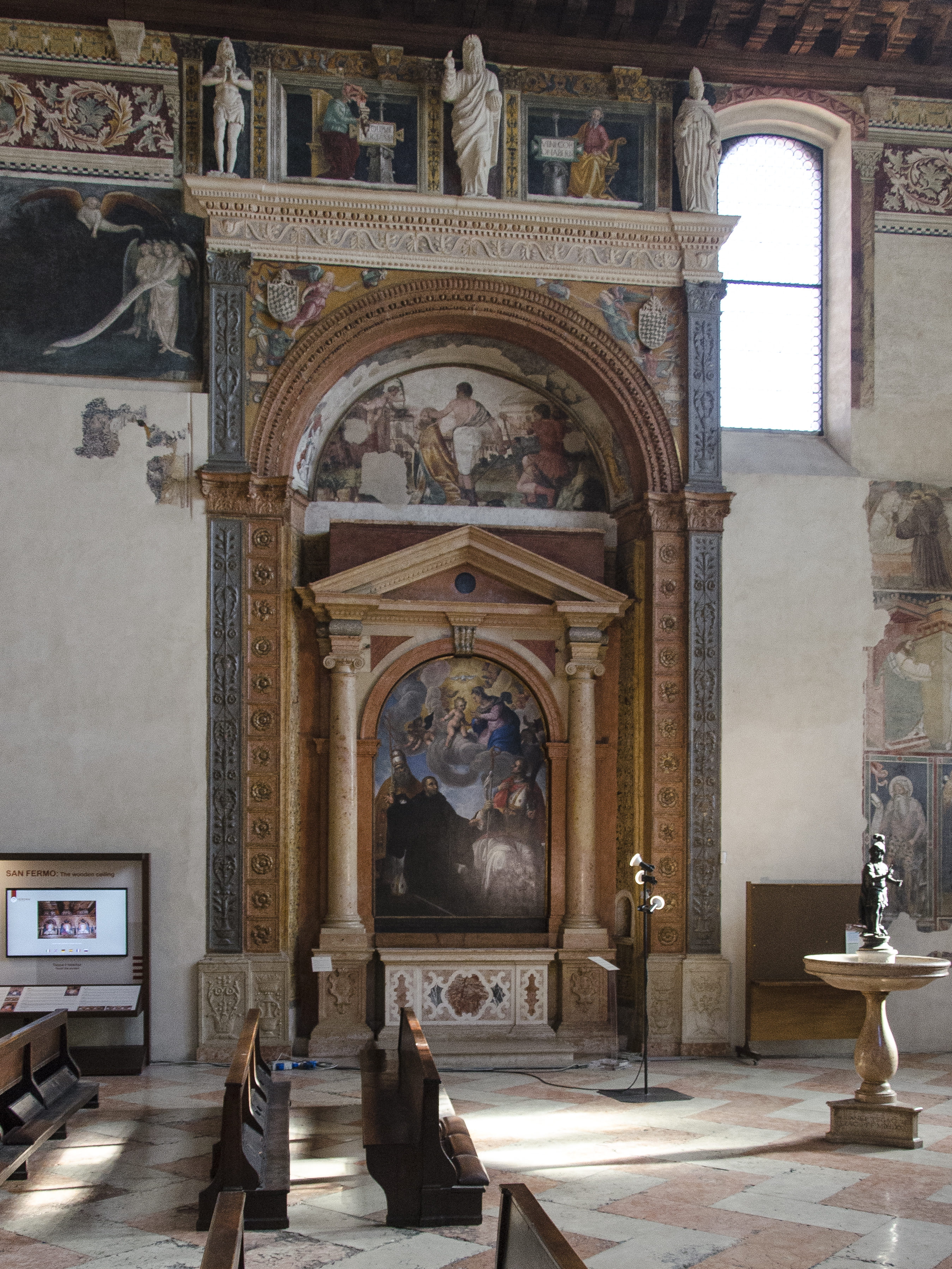
Kapelle Nichelosa

#### Kanzel
Die Kanzel mit gotischem Baldachin wurde von Antonio da Mestre 1396 aus rotem und weißem Marmor geschaffen. Sie ist von Fresken von Martino da Verona umgeben, die Szenen aus dem Alten Testament und der Kirchenlehrer wiedergeben. Die Kanzel wurde im 16. Jahrhundert so verändert, dass sie Redner mehr Platz bot.

#### Fresko Stefano da Verona
Das rechts der Kanzel unterhalb des Dachstuhls befindliche Fresko wird im Allgemeinen Stefano da Verona zugeschrieben und wurde erst 1906 entdeckt. Es zeigt zwei Engel mit Schriftrollen und wurde 1438 erstellt. Nach Viviani stammt es allerdings nicht von Stefano da Verona, sondern von Michelino da Besozzo.

#### Kapelle Nichelosa
Die vom Westportal aus gesehene erste Kapelle an der Südwand des Langhauses wurde im Auftrag der Familie Nichelosa im 16. Jahrhundert errichtet. Ursprünglich als Seitenkapelle erbaut, wurde sie während der Restaurierung des dahinter liegenden Klosters zu Ende des 16. Jahrhunderts auf Höhe des Langhauses vorgezogen. Das Bild in der Lünette des Renaissancebauwerks stammt von Domenico Brusasorzi und zeigt das Martyrium eines Bischofs. Der Altar stand früher in der Kirche San Fermo al Ponte und wurde 1816 hierher versetzt. Die Pala, die die Marienerscheinung des Heiligen Brendan zeigt, stammt von Sante Giovanni Creara.

#### Grab Angela Guarenti
Ganz rechts, an die Wand der Westfassade grenzend, der Sarkophag der Angela Guarenti aus der Mitte des 16. Jahrhunderts. Er lehnt sich an ein dahinter liegendes Fresko aus dem 14. Jahrhundert an, das das Martyrium von sieben Franziskanern in Indien im Jahr 1327 zeigt.

## Innenausstattung Unterkirche
Die in der Unterkirche erhaltenen Fresken stammen zum Großteil aus der Zeit, als die Dominikaner bereits von den Franziskanern als Kirchenherren abgelöst worden waren. Es handelt sich dabei um Votivfresken, die im 13. und 14. Jahrhundert entstanden sind. Unter den Motiven finden sich Darstellungen von Franz von Assisi, Antonius von Padua und Klara von Assisi.
Aus der zwei Jahrhunderte dauernden dominikanischen Zeit sind nur wenige und zum Teil stark fragmentarische Freskenreste erhalten. Der Milchkalk mit dem Wände und Gewölbe bedeckt waren, ist fast zur Gänze verschwunden, während die darauf angebrachten rotfarbigen Dekorationen, wie Linien oder sechs-blättrigen Blumen, auch dank der in den 2000er Jahren durchgeführten Restaurierung noch zu sehen sind.
Während die Pflanzenmotive im Chor relativ gut erhalten sind, sind die Fresken in den drei Apsidengewölben zum Großteil verloren gegangen. Nur in der linken Apsis sind Teile erhalten. Sie zeigen Christus als Richter mit dem Erzengel Gabriel. Auf einem schlecht erhaltenen Fresko, das nach einer wenig glücklichen Restaurierung 1901 auf einer Platte neu montiert wurde, sind die drei Erzengel und ein nicht näher bestimmbarer Heiliger abgebildet, wobei der Erzengel in der Mitte als Erzengel Michael bestimmt werden kann.
Unter den Votivfresken gehören die stillende Madonna und die Taufe Christi zu den ältesten und am besten erhaltenen. Beide entstanden wohl gegen Ende des 12. Jahrhunderts von demselben unbekannt gebliebenen Künstler und finden sich in der nördlichen Säulenreihe. An der zweiten Säule der südlichen Säulenreihe befindet sich ein Fresko, das etwas später, zu Beginn des 13. Jahrhunderts entstanden ist, und den Heiligen Christophorus mit Jesuskind im Arm zeigt.
Nach Arslan zeigen die älteren Fresken Ähnlichkeiten mit Fresken aus dem deutschsprachigen Raum, insbesondere mit Fresken aus den Benediktinerabteien Frauenchiemsee und Lambach. Zugleich sind an den Fresken in der Unterkirche von San Fermo Maggiore aber auch lombardische Einflüsse zu erkennen.
In der Unterkirche befinden sich in den Seitenschiffen zudem mehrere Grabplatten und ein Steinsarkophag aus dem 18. Jahrhundert. Das Holzkruzifix des Hauptaltars stammt aus dem 14. Jahrhundert.

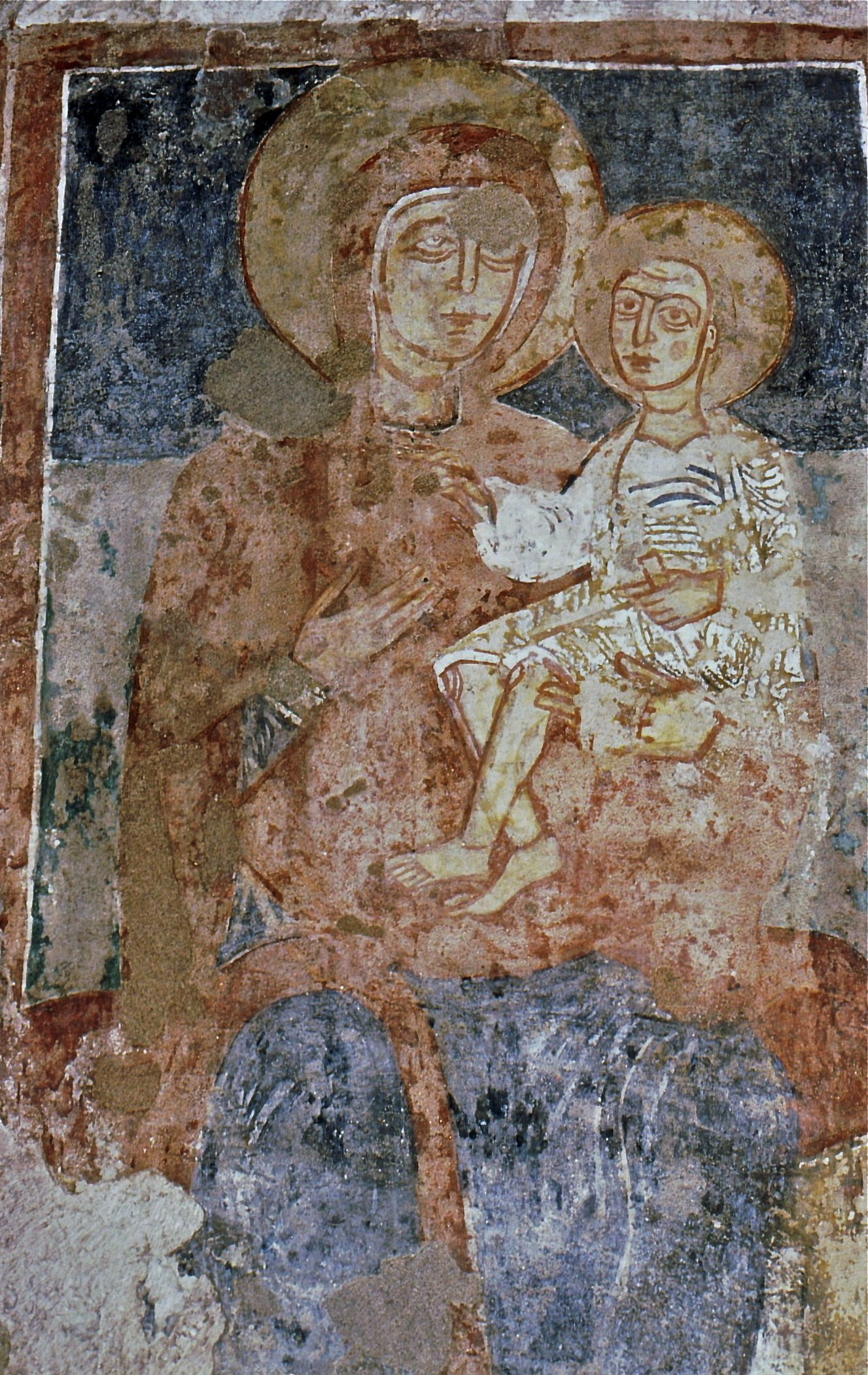
Madonna mit Kind
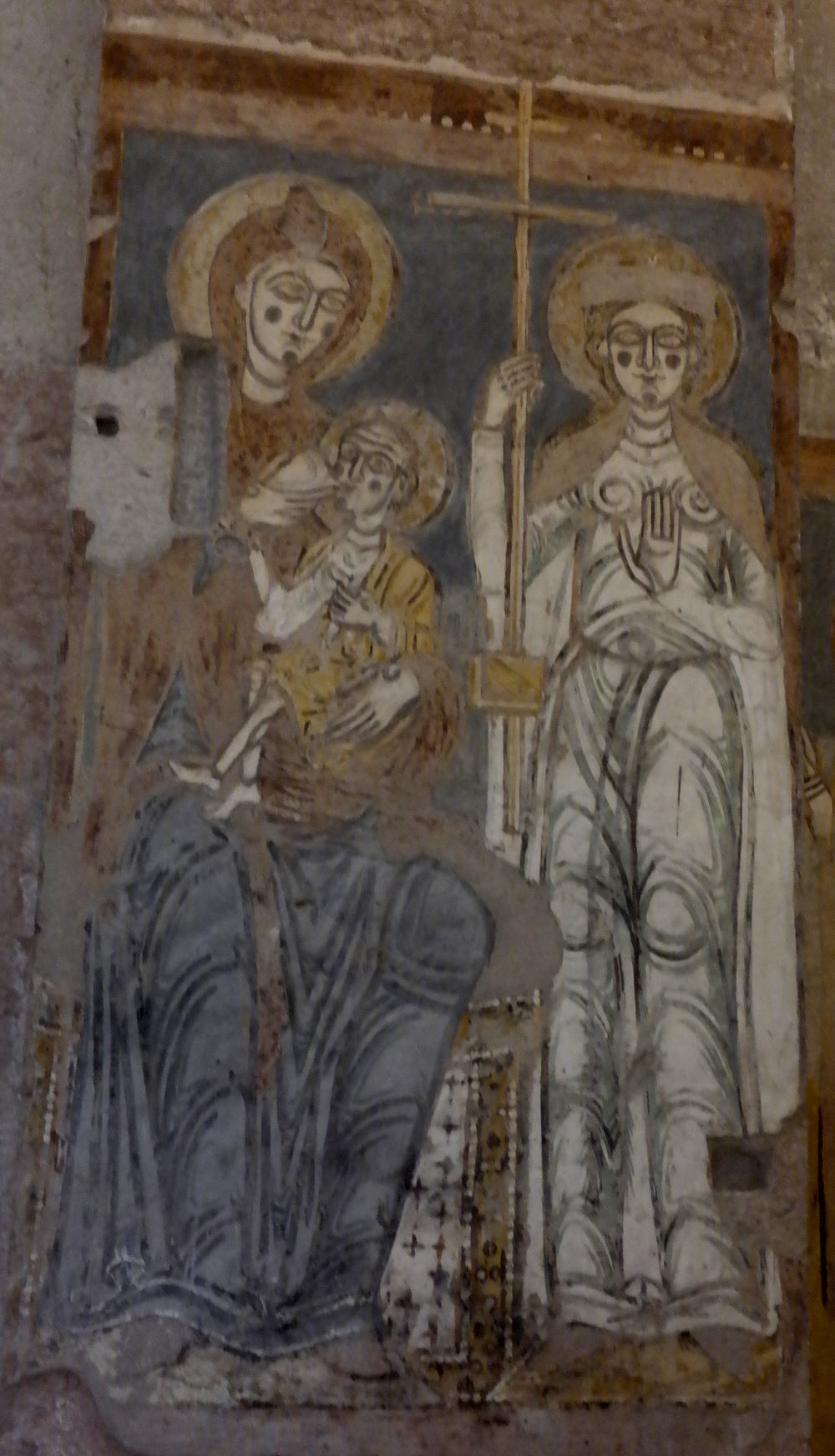
Stillende Madonna
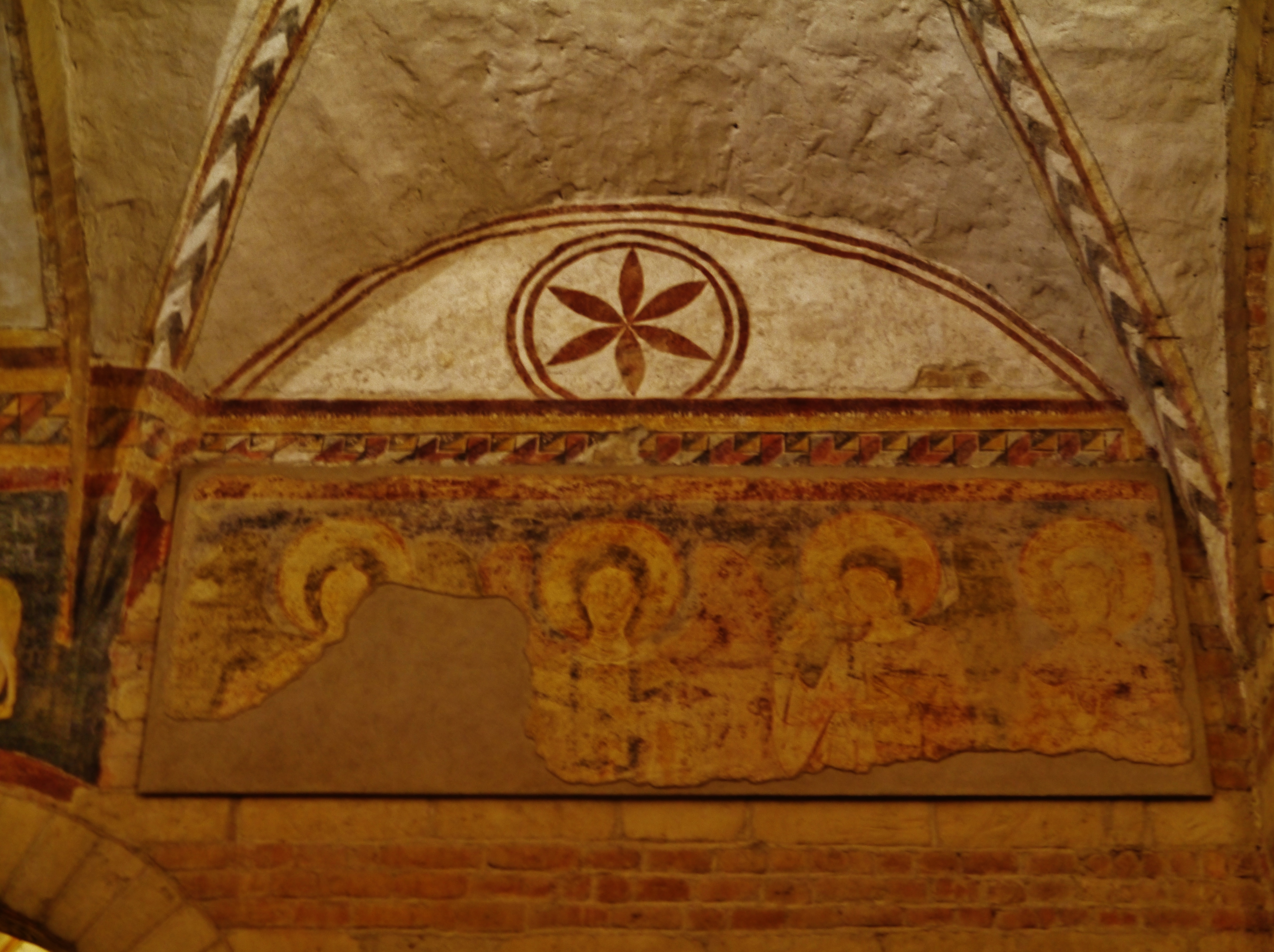
Wanddekorationen und Fresko der drei Erzengel mit Heiligen im Seitenschiff
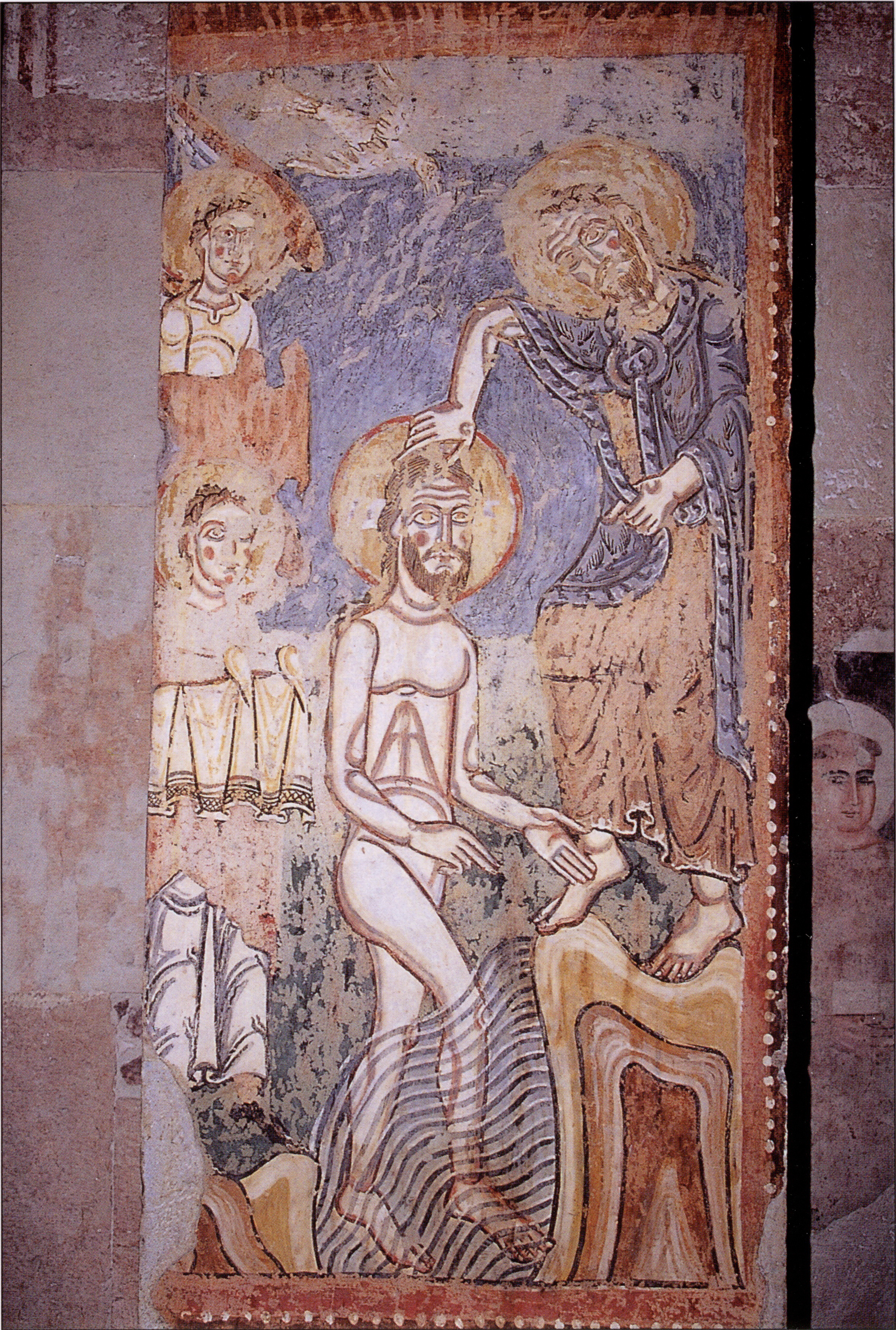
Taufe Christi